# Régiolis
Le Régiolis est un élément automoteur, présenté comme « un train modulable qui sait tout faire » et un « porteur polyvalent », cet élément automoteur est issu de la famille Coradia. Le Régiolis est déclinable en plusieurs versions. 
Commandée à 378 exemplaires, cette série circule sur l'ensemble du réseau SNCF à voie normale, mais également sur le réseau transfrontalier franco-suisse Léman Express, le réseau SNTF algérien et le transport express régional sénégalais.
Construit à l'origine par Alstom en son usine de Reichshoffen, elle est construite par CAF France, et ce depuis la cession de cette usine au cours du deuxième semestre 2022. Ce transfert est une contrepartie pour CAF du rachat de Bombardier Transport par Alstom.

## Historique

### Achever la modernisation du parc roulant

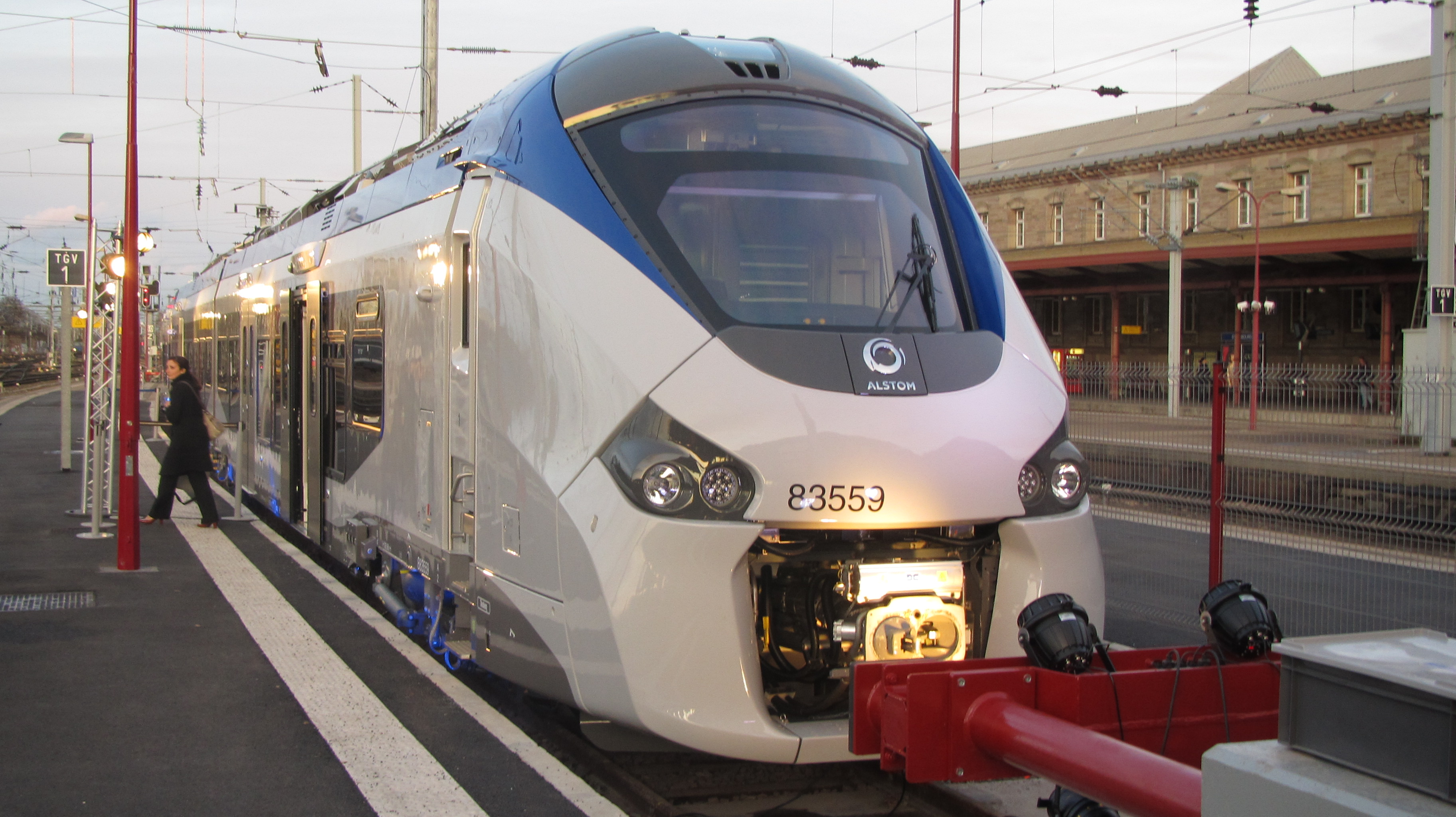
Présentation de la première rame Régiolis, à Strasbourg le 5 décembre 2011.

Au cours des années 2000, le parc de matériel régional électrique et autonome a bénéficié d'une modernisation massive grâce à la livraison de plusieurs centaines de nouveaux trains, X TER, A TER, AGC, ou encore TER 2N NG.
Cependant, une partie du matériel datant des années 1970 et 1980, continue de circuler et arrive en fin de vie à la fin des années 2000. Cela concerne notamment des rames Corail et V2N tractées par des locomotives vieillissantes.
Face à une exploitation moins souple, un confort inférieur au standard des nouveaux matériels et à une fréquentation en hausse, il apparaît nécessaire de poursuivre le renouvellement.
De plus, les critères environnementaux fixés par le Grenelle de l'environnement condamnent au rebut les vieux matériels exclusivement autonomes (diesels).

### Commande par la SNCF
En se basant sur le succès d'exploitation et commercial du matériel AGC, la SNCF pose les bases d'un appel d'offres pour la conception d'un nouveau type de train, le « porteur-polyvalent » (PP).
Ce matériel apte à 160 km/h (avec option à 200 km/h) ne doit présenter aucune version uniquement autonome, mais des versions électriques et bi-modes, afin d'éviter des annulations de circulations faute de matériel compatible disponible ou encore des circulations en traction autonome sous caténaire faute de matériel adapté.

### Bombardier ou Alstom, puis CAF
Bombardier Transport avait remporté le marché des 700 rames AGC destinées au TER.
Pour cette nouvelle tranche, c'est Alstom qui remporte le marché, permettant au constructeur de fabriquer de nouveau des matériels destinés au trafic régional français.
En 2022, à la suite du rachat de l'usine Alstom de Reichshoffen par le constructeur basque CAF, ce dernier a pris en charge la construction des Régiolis, notamment ceux dédiées au futur CDG Express.

## Caractéristiques techniques

### Architecture
La rame est construite pour être apte à une vitesse maximale de 160 km/h (avec option à 200 km/h).
Elle se base sur une architecture unique fondée sur le modèle dit « boa ». C'est-à-dire un ensemble de caisses articulées, non-séparées les unes des autres et reposant sur des bogies "jacobs" situés entre les voitures.
Cela permet d'assurer la circulation à vitesse plus élevée sur des voies en mauvais état tout en autorisant un confort acceptable (réduction du bruit et des secousses tout en augmentant la sécurité en cas de déraillement).
La rame présente aussi la particularité d'être le premier matériel ferroviaire régional à plancher bas intégral satisfaisant ainsi aux problématiques d'accessibilité aux PSH.

### Composition des rames
Le Régiolis est proposé en trois longueurs et trois types d'aménagements. Les rames sont couplables entre elles en UM jusqu'à 3 unités et dans la limite de 18 voitures.
Les abréviations utilisées dans le tableau sont les suivantes :
- VE : véhicule d'extrémité avec cabine (de conduite) ;
- VIUFR : véhicule intermédiaire avec accès PMR ;
- VI : véhicule intermédiaire ;
- VC : véhicule de césure des rames à 6 voitures en 2 éléments de 3[Quoi ?].

|                        | Nombre de voitures | Longueur | Voiture 1 | Voiture 2 | Voiture 3 | Voiture 4 | Voiture 5 | Voiture 6 |
| ---------------------- | ------------------ | -------- | --------- | --------- | --------- | --------- | --------- | --------- |
| PPP - Petite capacité  | 3                  | 56 m     | VE1       | VIUFR     | VE2       |           |           |           |
| PPM - Moyenne capacité | 4                  | 72 m     | VE1       | VIUFR     | VI2       | VE2       |           |           |
| PPG - Grande capacité  | 6                  | 110 m    | VE1       | VIUFR     | VC1       | VC2       | VI2       | VE2       |

### Modes de traction

#### Bimodes et bicourants
Le Régiolis est équipé de moteurs à aimants permanents, plus performants que les moteurs électriques des générations précédentes.
Il peut circuler en version électrique ou bi-mode (électrique ou autonome) et sous deux tensions (25 kV et 1,5 kV) ce qui le rend apte à circuler sur n'importe quelle ligne du RFN sans aucune rupture de charge. La circulation en mode autonome pèse lourd dans l'empreinte carbone des Régiolis bi-mode, avec une consommation pouvant s'élever à 200 litres de gasoil pour 100 km parcourus, faisant qu'un Régiolis en mode autonome émet en moyenne 9 fois plus de CO2 par passager et par kilomètre qu'un Régiolis en mode électrique et 13 fois plus qu'un TGV.
Une option tricourant avec une tension de 15 kV existe pour circuler sur les réseaux allemand et suisse.

#### Régiolis hybride
En 2018, Alstom, la SNCF et quatre régions françaises (Grand Est, Nouvelle-Aquitaine, Occitanie et Centre-Val de Loire) se sont unis pour développer un Régiolis hybride, équipé de batteries lithium-ion en lieu et place des moteurs thermiques.
Ces batteries permettent de récupérer et stocker l'énergie au freinage, puis de la réutiliser pour subvenir aux besoins énergétiques de la rame. Une diminution de 20 % de la consommation énergétique par rapport à une version bimode classique a été constatée.
Plusieurs mois ont été nécessaires au site d'Alstom Tarbes pour mettre au point le coffre de traction (combinant un système de stockage d'énergie avec les batteries lithium-ion et un convertisseur de puissance) et en septembre 2020, des coffres de présérie ont commencé à être assemblés. Une rame prélevée sur le parc d'Occitanie a permis d'effectuer des tests début 2021 en conditions réelles. La SNCF annonce une mise en service commercial expérimentale en 2022 et un déploiement en série en 2023. Les premiers essais se font finalement à partir de l'été 2023 sur une rame modifiée pour l'occasion.

#### Régiolis au biocarburant (B100)

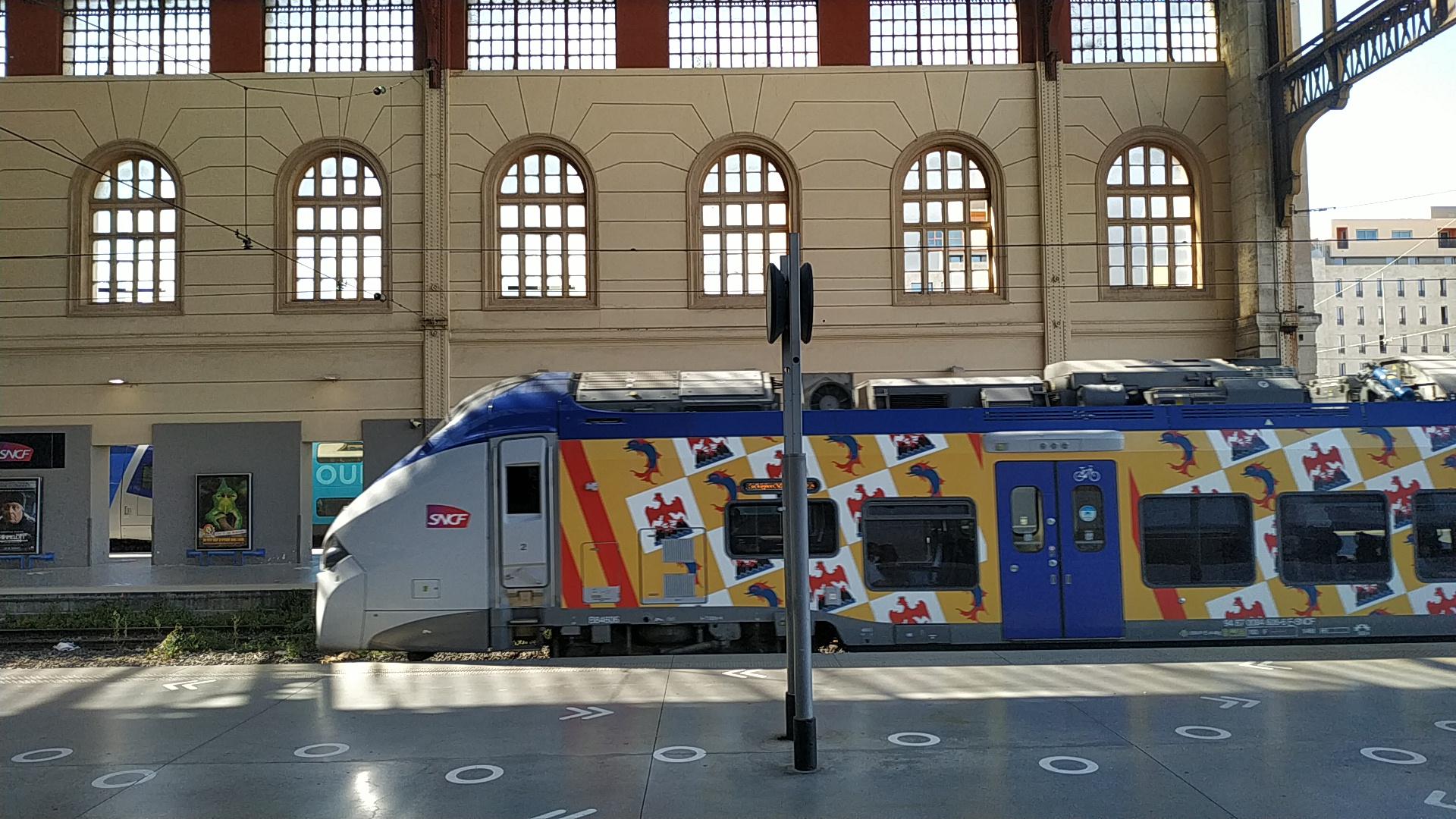
Un Régiolis en livrée PACA en gare de Marseille-Saint-Charles.

Depuis le 6 avril 2021 et pendant 3 mois, la SNCF expérimente en partenariat avec la région Normandie, l'utilisation de biocarburant (B100) sur les 15 rames Régiolis circulant sur la ligne Paris – Granville.
Ce biocarburant est fabriqué à partir d'huile de colza issu à 100 % de la filière française (le colza est ramassé dans la région avant d'être transformé à Verdun). Selon la SNCF, l'utilisation de ce biocarburant réduirait de 60 % les émissions de CO2.
Sur la portion non électrifiée de la ligne Paris – Granville (de Dreux à Granville soit 246 km), les TER circulent en mode autonome.
La transformation des Régiolis pour être utilisée avec ce biocarburant est techniquement mineure, aussi bien sur les moteurs que les stations de distribution,,.

### Liste des versions du Régiolis
| Numérotation | Traction                | Aménagement intérieur | Nombre de caisses | Longueur en mètres |
| ------------ | ----------------------- | --------------------- | ----------------- | ------------------ |
| B 83500      | Bimode-bicourant        | Périurbain            | 4 caisses         | 72                 |
| B 83500      | Bimode-bicourant        | Périurbain            | 6 caisses         | 110                |
| B 83600      | Bimode-bicourant        | Périurbain            | 6 caisses         | 110                |
| B 84500      | Bimode-bicourant        | Régional              | 4 caisses         | 72                 |
| B 84500      | Bimode-bicourant        | Régional              | 6 caisses         | 110                |
| B 84800      | Bimode-bicourant        | Régional              | 4 caisses         | 72                 |
| B 85000      | Bimode-bicourant        | Intercités            | 6 caisses         | 110                |
| B 85500      | Bimode-bicourant        | Régional              | 4 caisses         | 72                 |
| B 85900      | Bimode-bicourant        | Intervilles           | 4 caisses         | 72                 |
| Z 31500      | Électrique (tricourant) | Périurbain            | 4 caisses         | 72                 |
| Z 51500      | Électrique              | Régional              | 4 caisses         | 72                 |
| Z 51500      | Électrique              | Intervilles           | 6 caisses         | 110                |
| Z 54500      | Électrique              | Intervilles           | 6 caisses         | 110                |
| Z 54900      | Électrique              | Périurbain            | 4 caisses         | 72                 |

## Espaces voyageurs
Différents aménagements sont possibles quelle que soit la longueur en fonction de l'usage auquel sont destinées les rames :
- Les liaisons périurbaines avec des arrêts fréquents et un trafic important
- Les liaisons régionales entre capitales ou pôles régionaux
- les liaisons inter-villes avec des temps de parcours plus longs (+/- une heure en moyenne)

### Organisation
Les accès à l'élément automoteur sont dotées d'une ou deux doubles-portes par face, larges de 1300 mm, séparées par des toilettes, un espace à vélos ou encore à bagages selon les choix retenus, situés face à quatre places assises.
Les espaces voyageurs sont tous reliés par des intercirculations larges permanentes et sans portes, à l'image des Z 50000. Ils sont climatisés, ce qui entraîne une fermeture automatique des portes après un délai de quelques secondes  ainsi que l'absence de fenêtres ouvrantes et une forme galbée des vitrages.
Un espace pour deux vélos est prévu voiture 1 tandis que l'espace PSH-UFR avec toilettes adaptées se trouve en voiture 2 ;

### Équipements individuels
Toutes les places assises disposent d'une prise d'alimentation électrique pour deux sièges, permettant d'y brancher, par exemple, un ordinateur portable.
Selon les aménagements choisis et le type de fauteuils, une liseuse individuelle, un repose pieds, des accotoirs individuels ainsi que des manchettes bois sur les accoudoirs ou une prise USB individuelle sont également disponibles.

### Information voyageurs
Un nouveau système embarqué est destiné à l'information des voyageurs (afficheurs dynamiques, plan de ligne et annonces sonores), ajustable en temps réel automatiquement, par le personnel de bord ou à distance par le centre de contrôle des circulations. Par ailleurs, un espace accueil et information avec l'installation de sonorisation et commande du système d'information est également prévu dans les versions grands parcours.

Aménagement des espaces voyageurs.
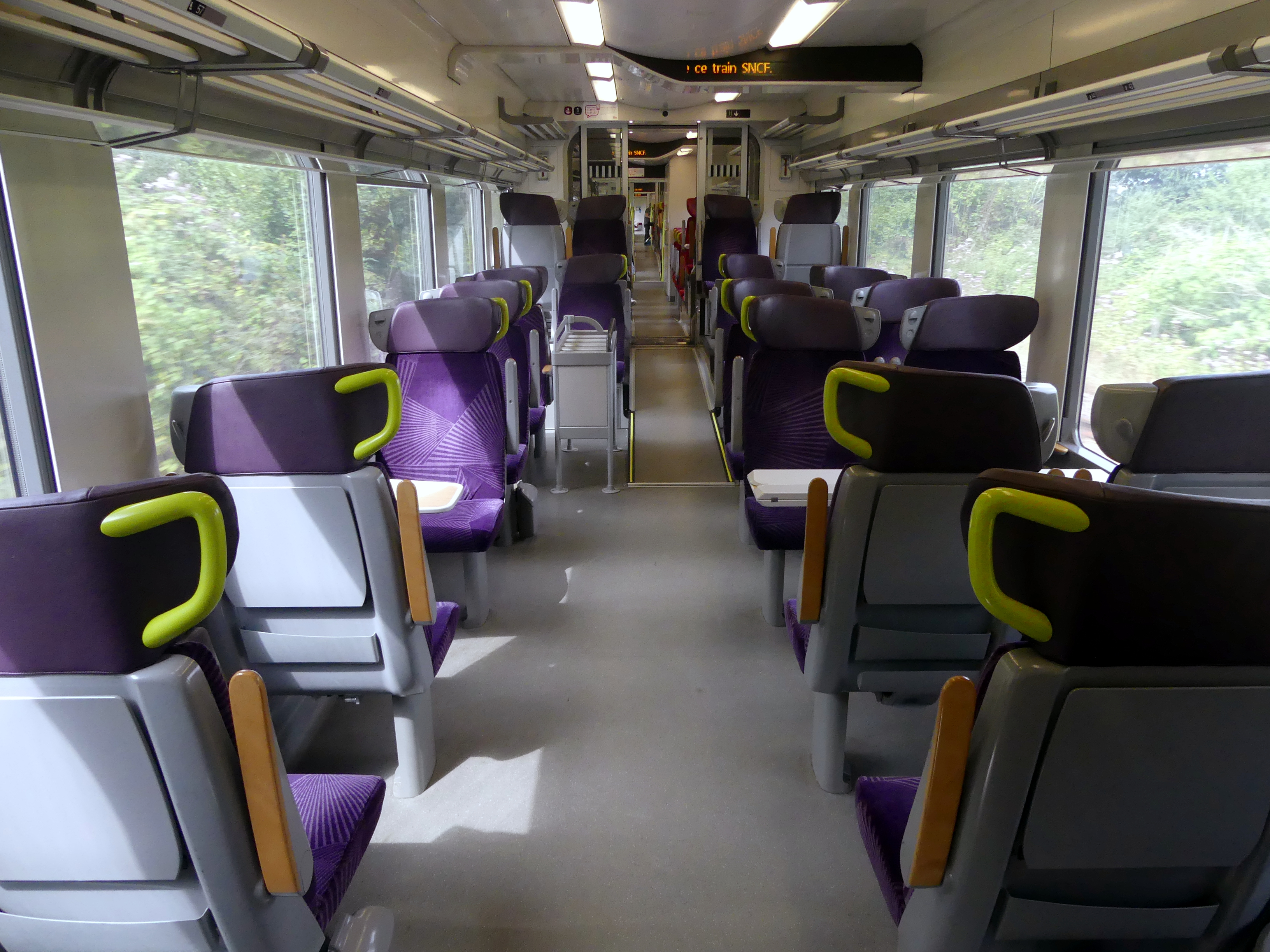
Intérieur 1ère classe d'un B 84500.
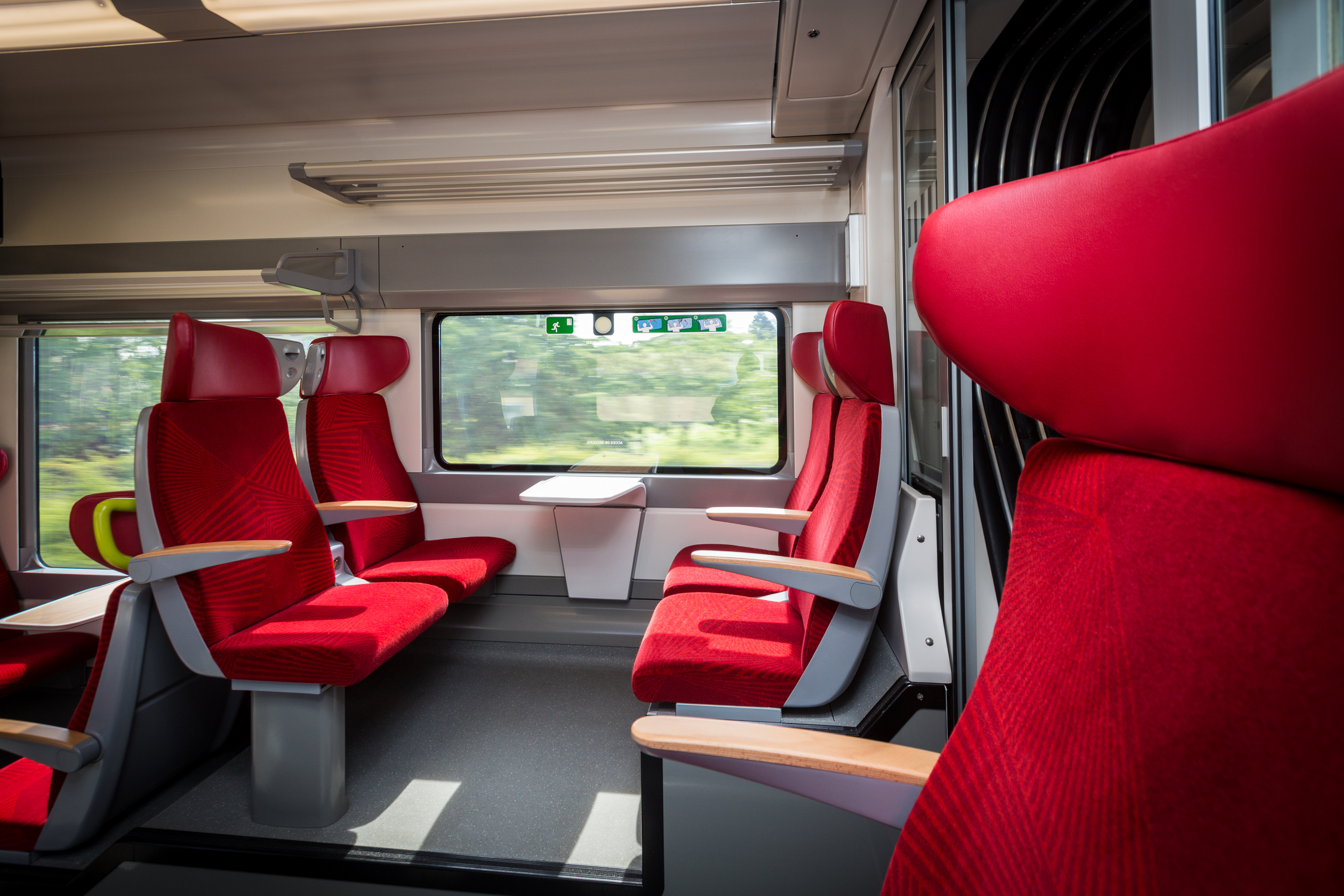
Intérieur 2nd classe d'un B 83500.
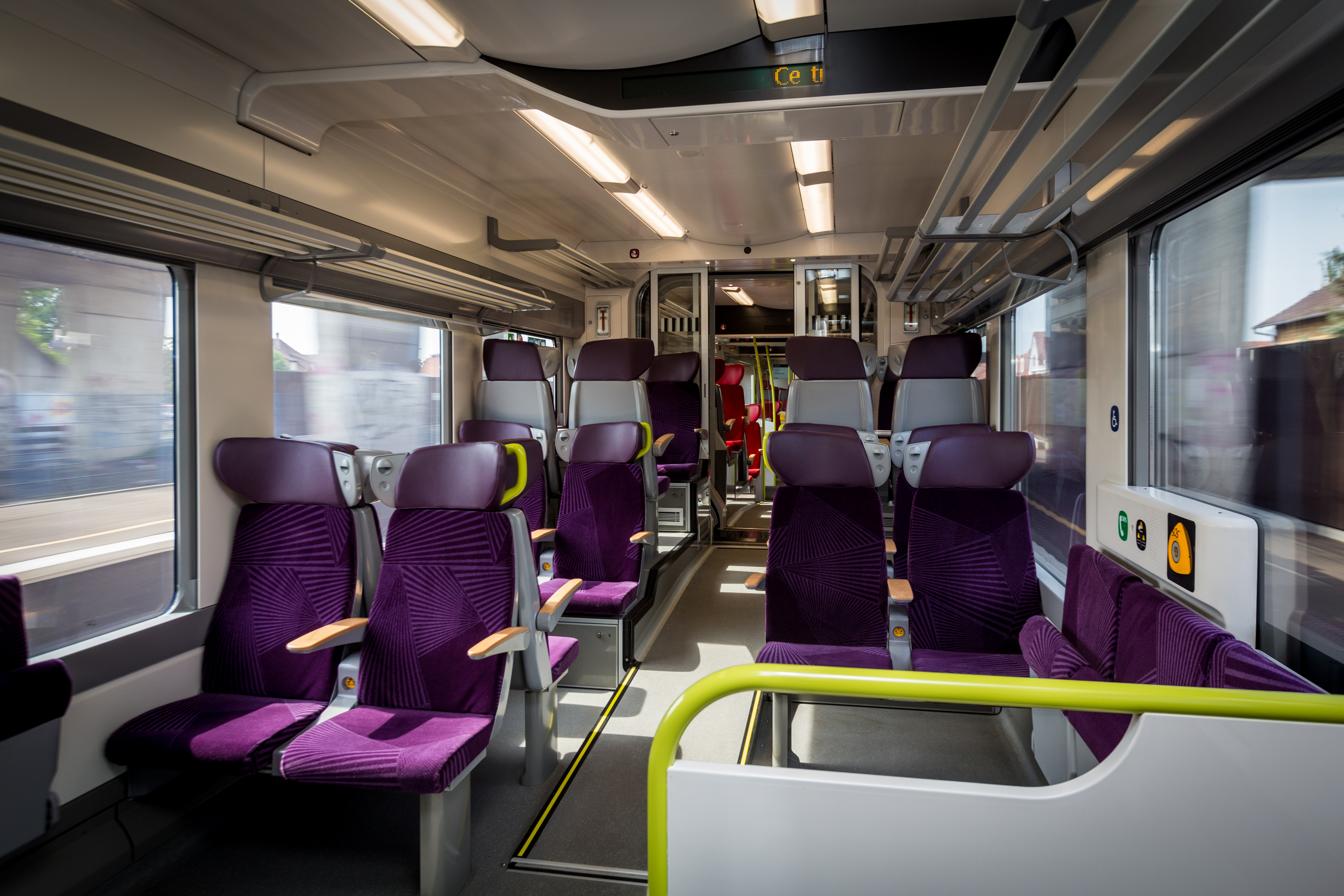
Intérieur 2nd classe d'un B 83500.
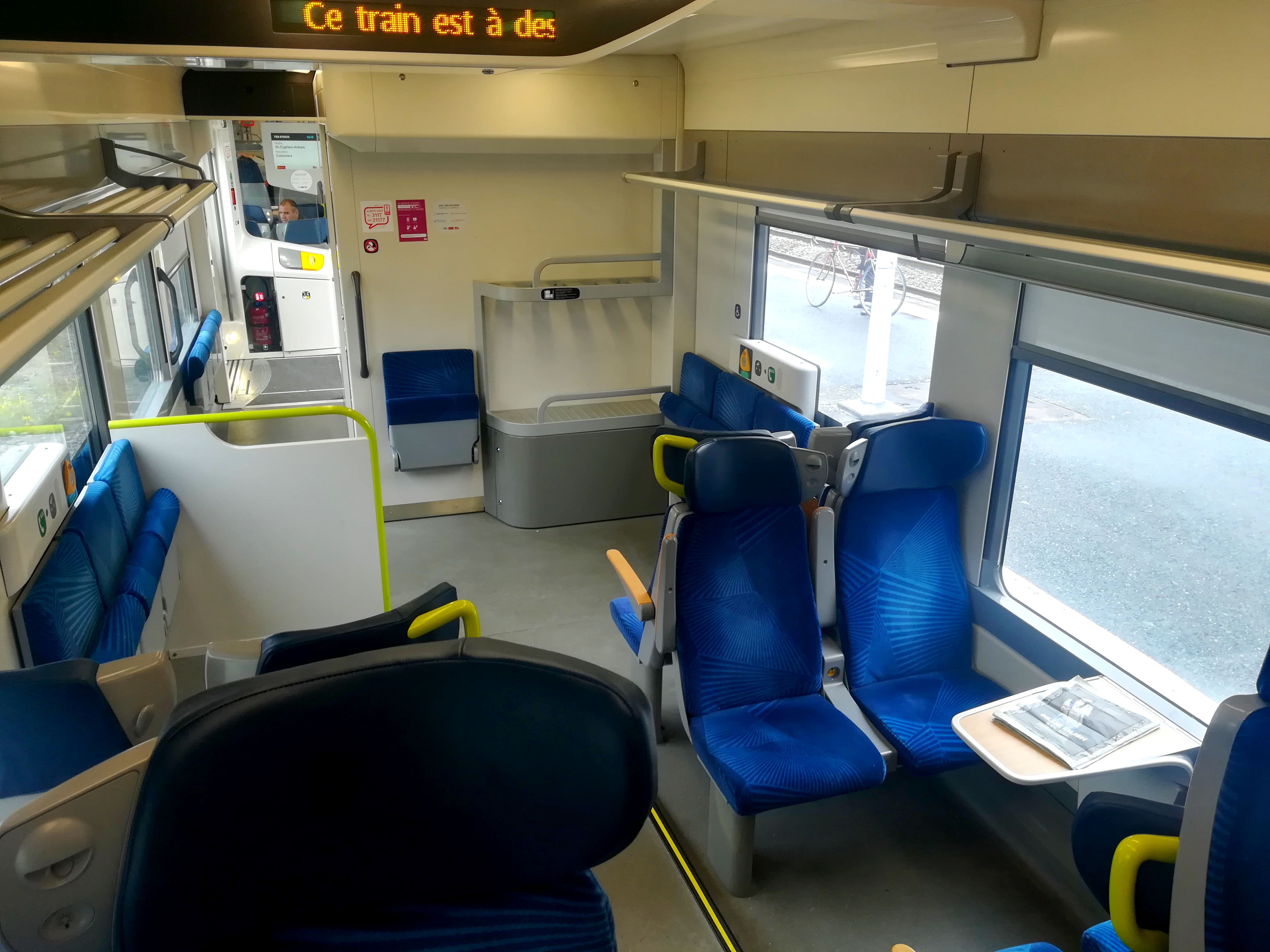
Intérieur 2nd classe d'un B 84500.
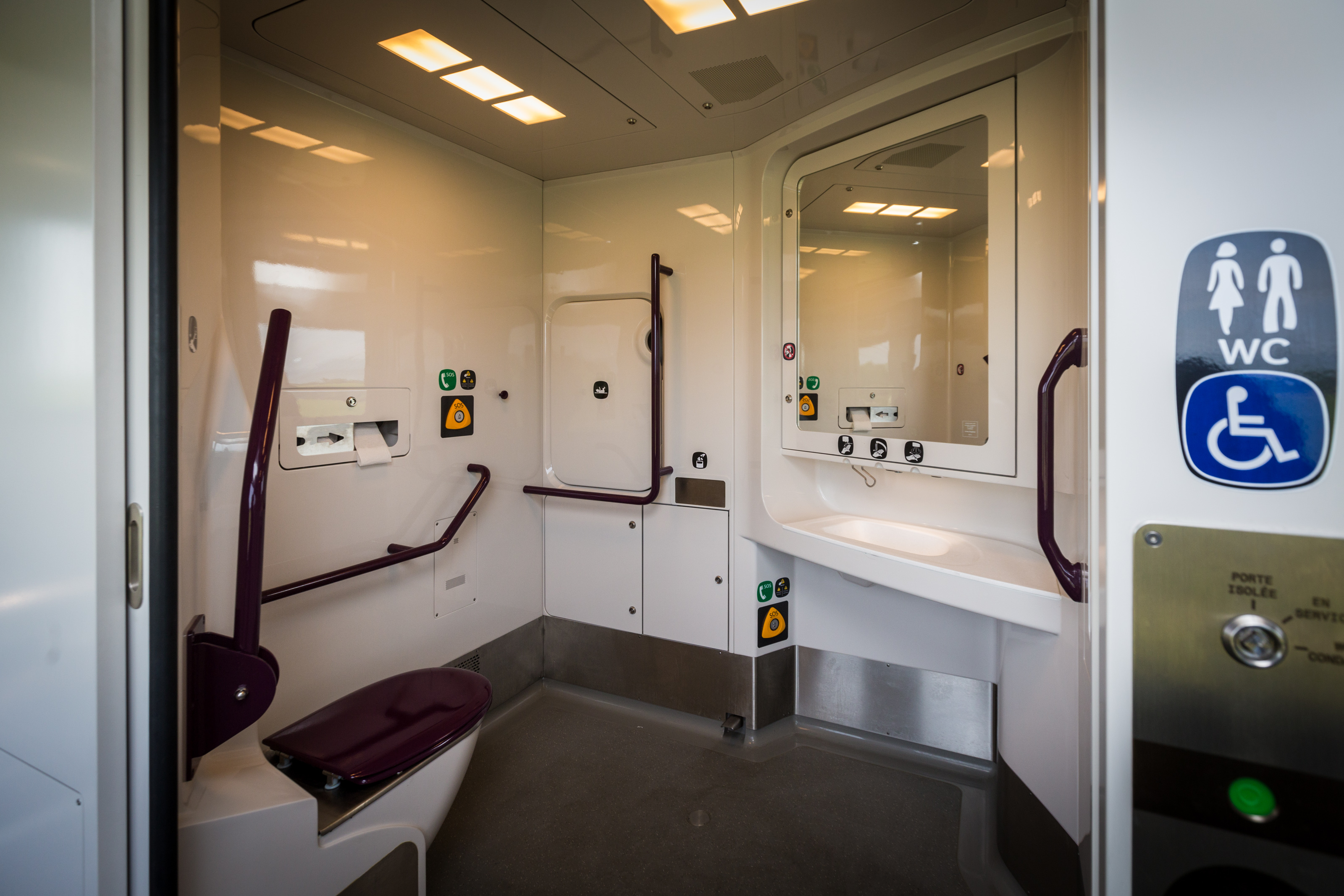
Toilettes, aménagées pour les personnes en situation de handicap.
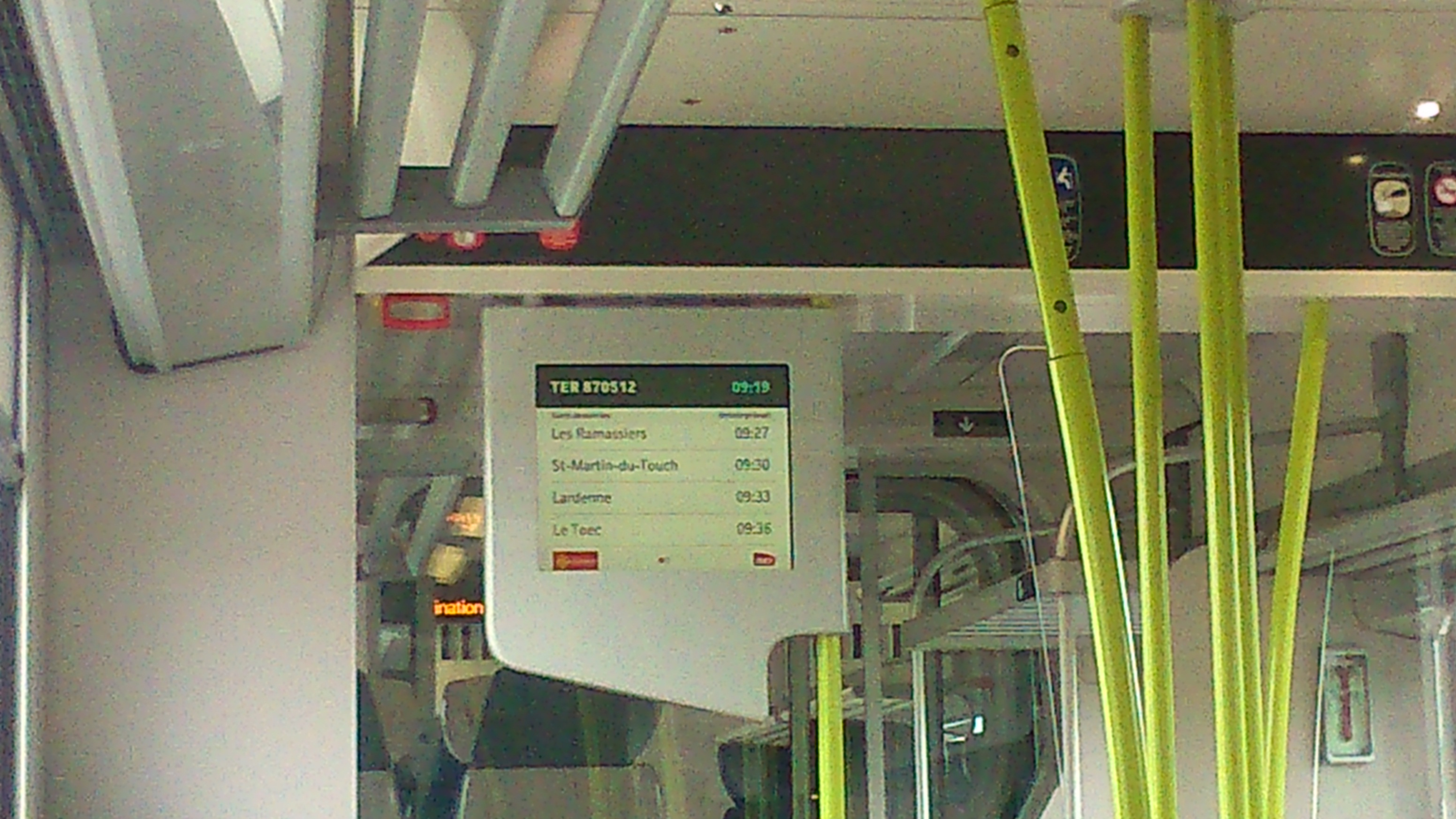
Écran d'information voyageurs (SIVE).
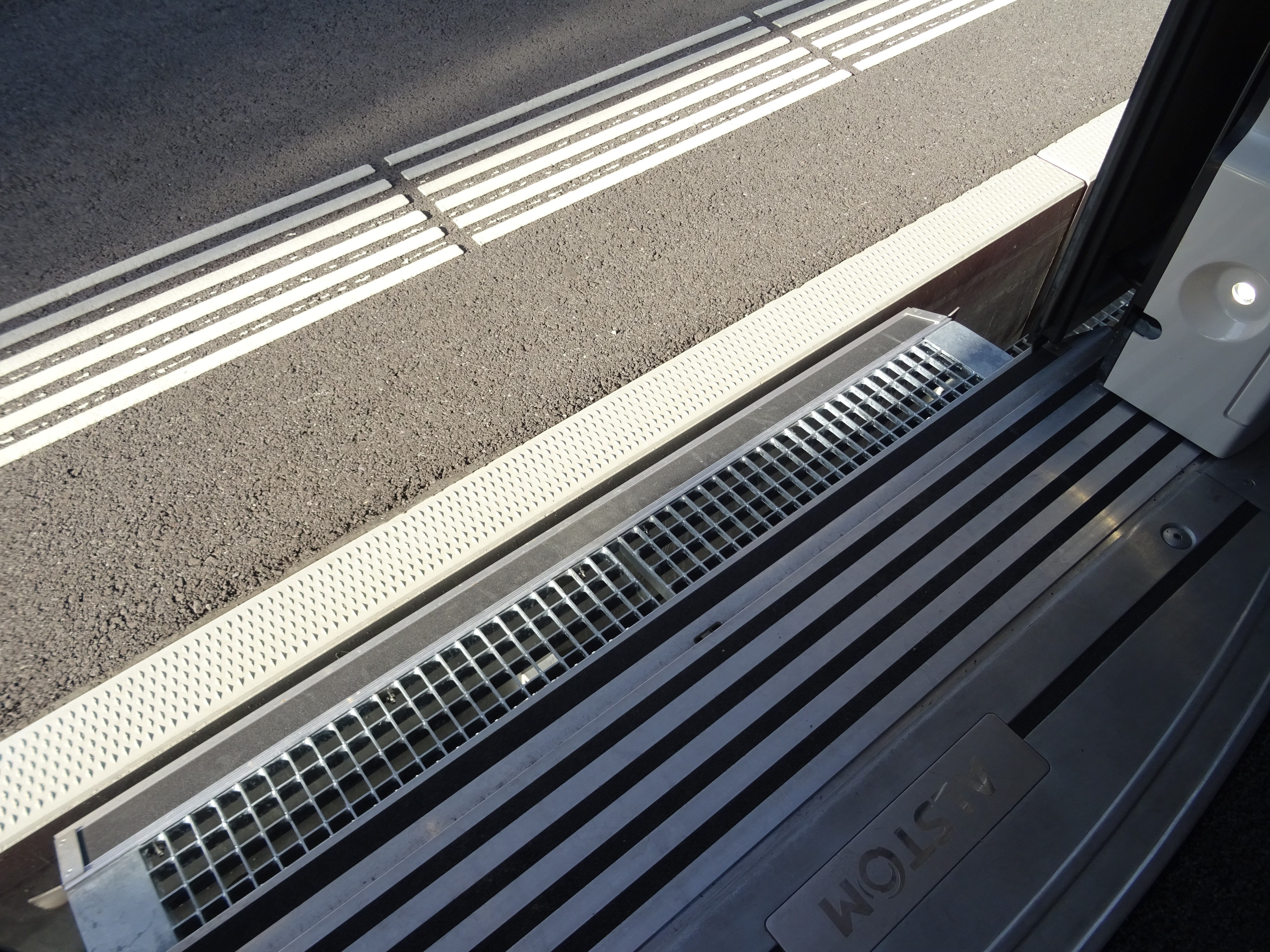
Comble-lacune.
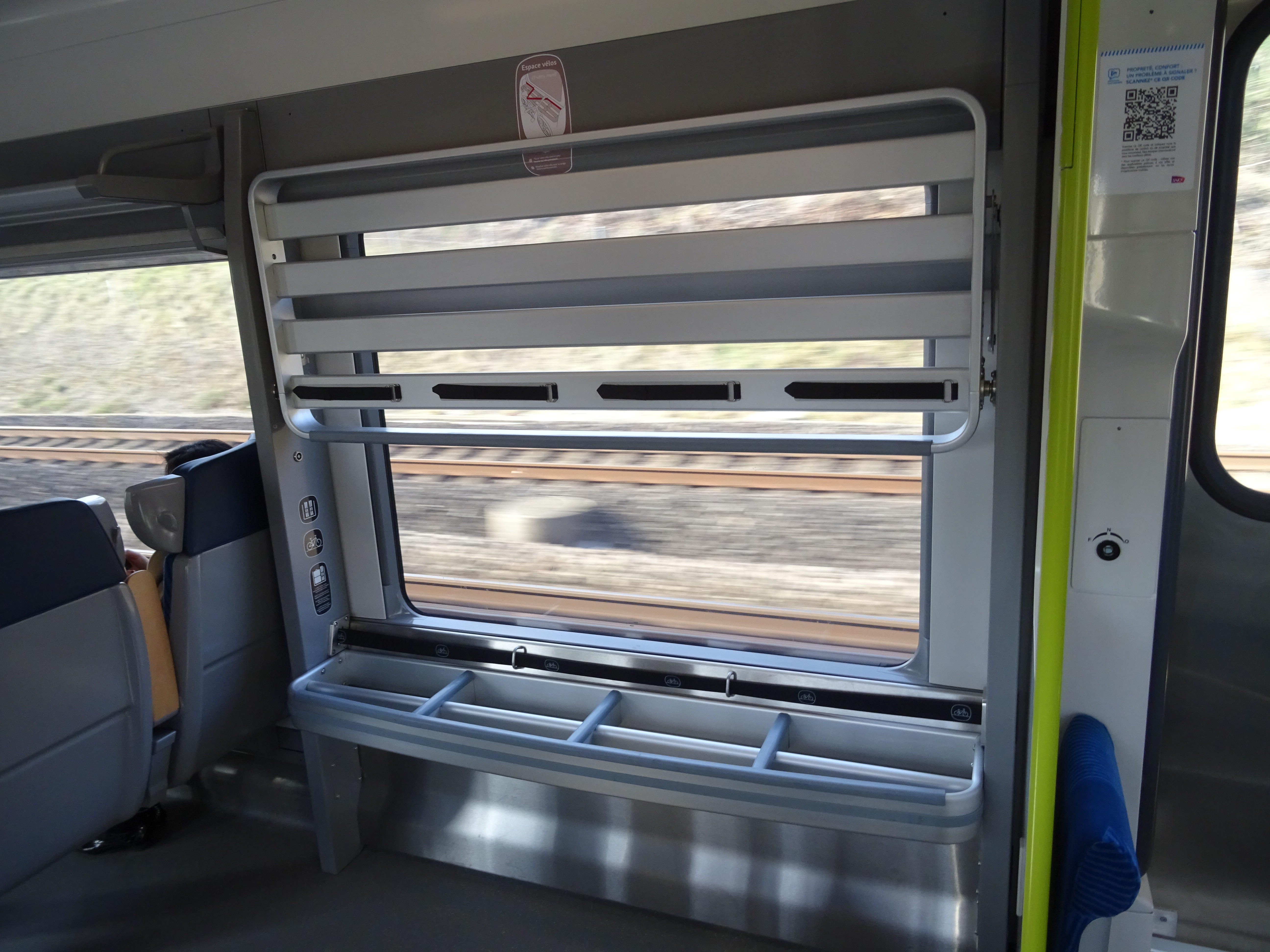
Emplacement pour les vélos.

## Commandes

### Régions françaises
Les huit premières régions à commander le Régiolis sont l'Alsace, l'Aquitaine, la Basse-Normandie, la Haute-Normandie, la Lorraine, Midi-Pyrénées, Pays de la Loire et la Picardie. La commande de Basse-Normandie, passée en 2009, porte sur quinze rames pour un montant de 148 millions d'euros,.
Par la suite, l'Alsace commande deux rames supplémentaires en 2012 tout comme Pays de la Loire avec 5 éléments, ; la région Grand Est en commande 6 en 2018.
Auvergne et Poitou-Charentes ont eux aussi commandé des rames en 2011 (douze rames pour l'Auvergne et 10 pour Poitou-Charentes).
L'ancienne région Rhône-Alpes a commandé fin juin 2015 dix-sept rames Z 31500 pour un montant de 160 millions d'euros, pour le réseau transfrontalier Léman Express. Dix rames supplémentaires ont été commandées en juillet 2019 par la région Auvergne-Rhône-Alpes pour créer une flotte homogène en Haute-Savoie, et remplacer les dernières Z2 du département. Ces rames tricourants sont adaptées pour circuler sous courant continu 1,5 kV et sous courants alternatifs 25 kV – 50 Hz et 15 kV – 16,7 Hz helvétique. Décrits comme des Coradia Polyvalents par Alstom, ils sont composés de quatre voitures pour une longueur totale de 72 m. Ils sont aménagés en configuration péri-urbaine avec sept portes latérales pour transporter jusqu'à 204 passagers. Ils sont en outre aptes à circuler à une vitesse maximale de 140 km/h sur le territoire suisse. Le premier Coradia a été présenté le 10 avril 2019 sur le site de Reichshoffen puis livré le 30 juillet 2019. Les quatre rames suivantes sont livrées au cours du mois d'août puis au rythme de cinq rames par mois jusqu'à la fin du mois de novembre 2019.
La région Franche-Comté commande sept rames en 2013, puis Bourgogne-Franche-Comté commande 8 rames en plus en 2018 et seize nouvelles rames à six caisses le 1er mars 2019, avec un aménagement de type Intervilles,.
En mai 2019, la région Provence-Alpes-Côte d'Azur commande cinq rames supplémentaires en version bimode régionale, sur sa commande initiale de dix engins, toujours à quatre caisses.
En octobre 2019, la région Grand Est commande 30 engins transfrontaliers à 4 caisses  bimode, bicourant et bifréquence (aptes au courant alternatif 15 kV 16 Hz 2/3 présent en Allemagne en plus du courant alternatif français) et équipés du contrôle de vitesse allemand PZB (en plus de ceux français et européen, respectivement le KVB et l'ERTMS), de 5 engins à 4 caisses et de 4 engins à 6 caisses, ces 9 rames étant bimodes. Les 30 premiers engins, équipés d'un aménagement régional, sont destinés à sept lignes transfrontalières (Metz – Trèves et Sarrebruck, Strasbourg – Sarrebruck, Neustadt, Wörth, Karlsruhe et Offenbourg et Mulhouse – Müllheim) et seront numérotés dans la série B 85500, les 9 autres rames seront équipées d'un aménagement périurbain et renforceront le parc déjà en cours de livraison au moment de la commande.
Le 16 décembre 2022 la région Nouvelle-Aquitaine commande 11 Régiolis électrique, pour faire face a la croissance de leur réseau, pour une mise en service prévue entre 2025 et 2026.

### SNCF
Afin de permettre le retrait des voitures Corail en fin de vie de certaines relations Intercités de la SNCF,, cette dernière passe commande en urgence en septembre 2013, dans le cadre du marché du Régiolis destiné au transport régional, de 34 rames bimodes et bicourants d'une version dérivée pour les longs parcours. Composées de six caisses pour 110 m de longueur, elles comportent 269 places assises, dont 35 de première classe, pour un coût de 10,3 millions d'euros par rame,. Alstom répond avec un matériel à l'aménagement intérieur spécifique : le Coradia Liner. La première rame sort d'usine à l'automne 2015 et est livrée au second semestre 2016, les premières mises en service intervenant à la fin de l'année 2016 sur des lignes en partie non électrifiées. Ces rames peuvent également être fournies en rames de 72 m (4 voitures), de 5 ou de 8 voitures, éventuellement en mode purement électrique ou en version apte à 200 km/h. La première mise en service régulière a débuté le 6 février 2017 avec 2 allers-retours par jour sur Paris – Mulhouse, en remplacement des CC 72100 tractant des voitures Corail. Le remplacement de toutes les rames Corail de cette ligne est réalisé le 1er juillet 2017 avec les 19 premières rames livrées[réf. nécessaire].
En 2017, SNCF Mobilités commande une tranche supplémentaire de 30 éléments de longueur et d'aménagement variés pour un montant de 360 millions d'euros pour remplacer le matériel tracté d'une partie plus importante du parc allouées à Intercités, portant ainsi le parc prévisionnel à 64 rames. Les premières livraisons de cette nouvelle commande se feront à partir de septembre 2018.

### Autres clients
En Île-de-France, dans le cadre du projet Charles de Gaulle Express, future liaison ferroviaire directe entre la gare de l'Est et l'aéroport Roissy-Charles-de-Gaulle, 13 rames Régiolis ont été commandées, elles seront spécialement aménagées pour le transport de voyageurs avec bagages.
La coopérative Railcoop qui projetait de rétablir une liaison ferroviaire entre Lyon et Bordeaux en 2022 prévoyait de louer 5 ou 6 rames Régiolis Coradia Liner, mais a finalement opté pour des rames automotrices de type X 72500, avant d'abandonner le projet en raison de sa liquidation judiciaire.
Sept rames sont commandées par le Sénégal début 2023 dans le cadre du prolongement du TER vers l’aéroport international Blaise-Diagne prévu mi 2025.

### Tableau récapitulatif des commandesau 1er semestre 2025
| Acquéreur               | Nombre de caisses | Version | Traction                | Aménagement intérieur | Nombre commandé | Nombre livré | Total de rames par régions (commandées + Livrées) | Sources |
| ----------------------- | ----------------- | ------- | ----------------------- | --------------------- | --------------- | ------------ | ------------------------------------------------- | ------- |
| Auvergne-Rhône-Alpes    | 4                 | B 84500 | Bimode-bicourant        | Régional              | 12              | 12           | 39                                                |         |
| Auvergne-Rhône-Alpes    | 4                 | Z 31500 | Électrique (tricourant) | Périurbain            | 27              | 27           | -                                                 |         |
| Bourgogne-Franche-Comté | 4                 | Z 51500 | Électrique              | Régional              | 24              | 24           | 48                                                | [ 50 ]  |
| Bourgogne-Franche-Comté | 6                 | Z 54500 | Électrique              | Intervilles           | 24              | 24           | -                                                 | [ 31 ]  |
| Centre-Val de Loire     | 4                 | B 84500 | Bimode-bicourant        | Régional              | 3               | 3            | 3                                                 | [ 51 ]  |
| Grand Est               | 4                 | B 83500 | Bimode-bicourant        | Périurbain            | 6               | 6            | 68                                                | [ 19 ]  |
| Grand Est               | 6                 | B 83500 | Bimode-bicourant        | Périurbain            | 19              | 19           | -                                                 |         |
| Grand Est               | 6                 | B 83600 | Bimode-bicourant        | Périurbain            | 4               | 4            | -                                                 |         |
| Grand Est               | 4                 | B 84500 | Bimode-bicourant        | Régional              | 10              | 10           | -                                                 |         |
| Grand Est               | 4                 | B 84800 | Bimode-bicourant        | Régional              | 5               | 5            | -                                                 |         |
| Grand Est               | 6                 | B 85000 | Bimode-bicourant        | Intercités            | 24              | 24           | -                                                 |         |
| Hauts-de-France         | 6                 | B 84500 | Bimode-bicourant        | Régional              | 17              | 17           | 27                                                |         |
| Hauts-de-France         | 6                 | B 84500 | Bimode-bicourant        | Intercités            | 10              | 10           | -                                                 |         |
| Hello Paris             | 6                 | Z 61000 | Électrique              | Spécifique            | 13              | 0            | 13                                                | [ 52 ]  |
| Intercités              | 6                 | B 85000 | Bimode-bicourant        | Intercités            | 15              | 15           | 24                                                | ,       |
| Intercités              | 4                 | Z 51500 | Électrique              | Intercités            | 9               | 9            | -                                                 | [ 45 ]  |
| Normandie               | 6                 | B 84500 | Bimode-bicourant        | Intervilles           | 15              | 15           | 25                                                | [ 16 ]  |
| Normandie               | 4                 | B 85900 | Bimode-bicourant        | Régional              | 10              | 10           | -                                                 |         |
| Nouvelle-Aquitaine      | 4                 | Z 51500 | Électrique              | Régional              | 22              | 22           | 54                                                |         |
| Nouvelle-Aquitaine      | 4                 | B 84500 | Bimode-bicourant        | Régional              | 20              | 20           | -                                                 |         |
| Nouvelle-Aquitaine      | 4                 | B 84800 | Bimode-bicourant        | Régional              | 12              | 1            | -                                                 | .       |
| Occitanie               | 4                 | B 83500 | Bimode-bicourant        | Périurbain            | 25              | 25           | 54                                                |         |
| Occitanie               | 4                 | B 84500 | Bimode-bicourant        | Régional              | 3               | 3            | -                                                 |         |
| Occitanie               | 4                 | Z 54900 | Électrique              | Périurbain            | 26              | 26           | -                                                 |         |
| P.A.C.A.                | 4                 | B 84500 | Bimode-bicourant        | Régional              | 15              | 15           | 15                                                | [ 32 ]  |
| Pays de la Loire        | 4                 | B 84500 | Bimode-bicourant        | Régional              | 10              | 10           | 20                                                | [ 54 ]  |
| Pays de la Loire        | 4                 | Z 51500 | Électrique              | Régional              | 10              | 10           | -                                                 |         |
| Total                   |                   |         |                         |                       | 390             | 366          | 390                                               |         |

### Fabrication et tests
Le 1er décembre 2011, trois ouvriers, qui effectuaient des réglages sur la voie privée d'essais d'Alstom à Tronville-en-Barrois (Meuse), meurent fauchés par une rame en essai. Ce Centre d'essais ferroviaires teste avant livraison toutes les rames Régiolis.
Le Régiolis est fabriqué sur plusieurs sites d'Alstom :
- Design : Saint-Ouen-sur-Seine (Seine-Saint-Denis) ;
- Conception et l'assemblage : Reichshoffen (Bas-Rhin) ;
- Moteurs : Ornans (Doubs) ;
- Bogies : Le Creusot (Saône-et-Loire) ;
- Chaînes de traction : Tarbes (Hautes-Pyrénées) ;
- Informatique embarquée : Villeurbanne (métropole de Lyon).

Le Régiolis reçoit l'homologation de mise en exploitation commerciale, délivrée par l'Établissement public de sécurité ferroviaire (EPSF) en mars 2014. Les premières rames circulent en avril 2014 en Aquitaine, Picardie, Lorraine et Alsace,.
La largeur des Régiolis et des Regio 2N est incompatible avec le gabarit disponible dans un certain nombre de gares. Environ 1 300 bords de quais devront donc être retouchés pour dégager quelques centimètres supplémentaires, afin de permettre le passage de ces nouveaux trains. Le coût de cette opération est estimé à 50 millions d'euros. Si ce genre d'adaptations minimes des infrastructures à un nouveau matériel est routinier, le manque d'anticipation et la crainte d'une hausse des tarifs a soulevé une polémique en mai 2014.
Le premier Régiolis, une Z 51500 quadricaisse, est introduit en service commercial avec plus d'un an de retard sur les prévisions initiales, le 22 avril 2014 en Aquitaine, sur la relation Bordeaux – Agen. Le même jour, la Lorraine met en service commercial sa première rame bi-mode régionale B 84500 entre Nancy et Saint-Dié-des-Vosges. Enfin six jours plus tard, le 28 avril, l'Alsace met à son tour en service un élément bi-mode péri-urbain B 83500 entre Strasbourg et Sarreguemines. Un mois plus tard, le 26 mai, c'est au tour de la Picardie d'introduire ses premiers B 84500 sur la relation Paris-Nord – Laon.

### Incident
À partir du 7 mai 2018, l'ensemble des rames Régiolis (donc, y compris les Coradia Liner) est limité à la vitesse des « V140 » (imposant une vitesse limite de 140 km/h, ainsi que d'autres réductions de vitesse sur certaines portions de ligne). En effet, lors d'essais réalisés en avril, il a été constaté, à 160 km/h, que les distances de freinage d'urgence dépassaient celles qui ont permis l'homologation de ce type de matériel. Cette restriction a été levée en novembre 2018 à la suite du remplacement des garnitures de frein COFREN par des garnitures FLERTEX répondant aux critères d'homologation. 

## Dessertes réalisées ou prévues

### France

#### Intercités

##### B 85000
15 éléments automoteurs B 85000 (6 caisses, aménagement Intercités) ont été commandées pour assurer les 3 relations suivantes :
- Nantes – Bordeaux[44] ;
- Nantes – Lyon[63] ;
- Paris-Nord – Calais.

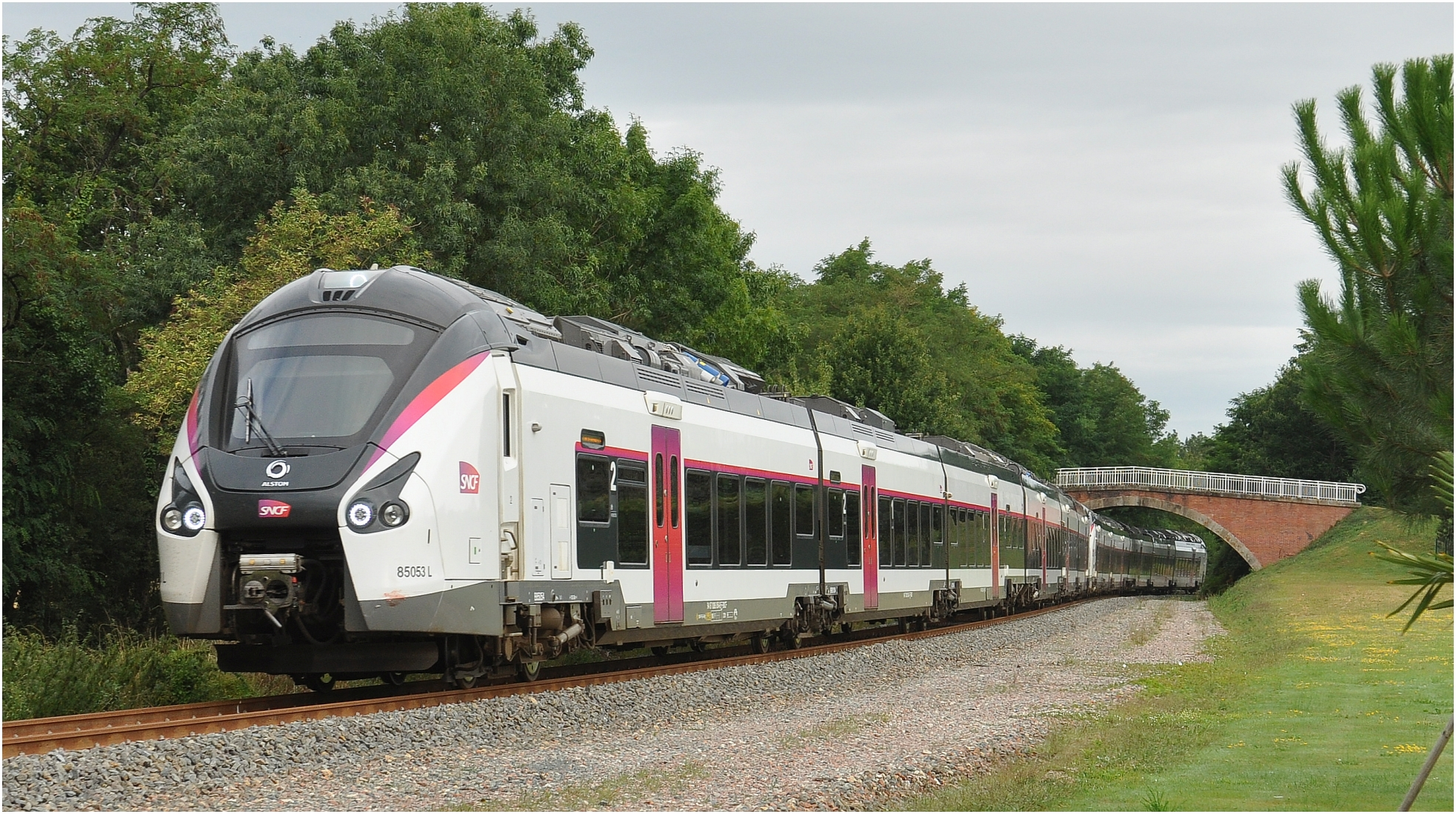
B 85053 sur la relation Nantes - Bordeaux
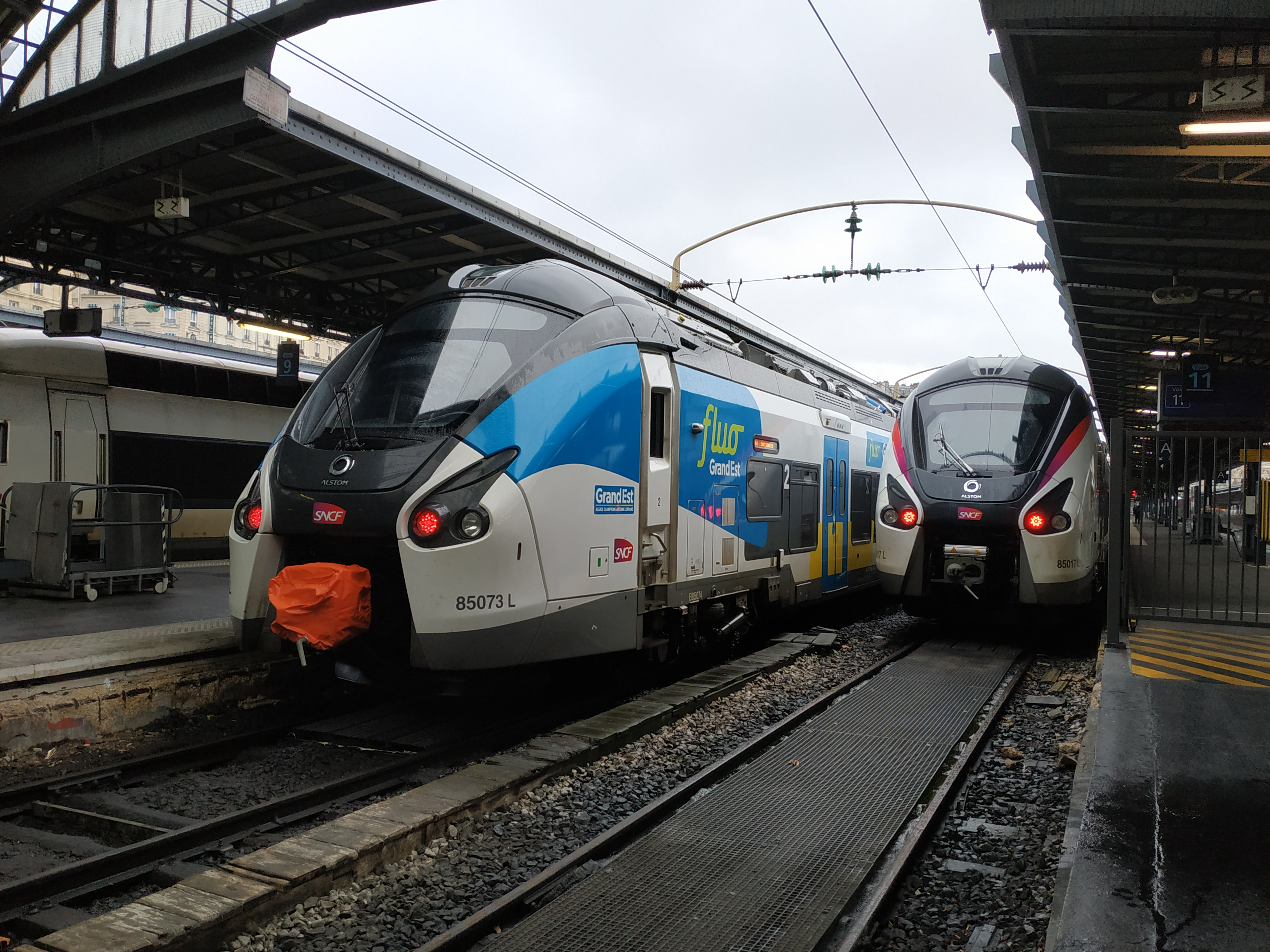
Deux B 85000 en gare de Paris-Est

##### Z 51500
9 éléments automoteurs Z 51500 (4 caisses, aménagement Régional) ont été commandées pour assurer la relation suivante :
- Toulouse – Bayonne[44].

##### B 84500
Le 14 décembre 2014, 3 éléments automoteurs (6 caisses, aménagement Intervilles) appartenant à l'ancienne région Basse-Normandie ont été louées à Intercités, pour assurer la liaison Paris – Amiens – Boulogne. Elles ont été restituées à la région Basse-Normandie un an après, et tous les trains de cette relation ont à nouveau été assurés en voitures Corail (comme précédemment). Ces automotrices Régiolis Normandie furent affectées aux relations TER entre Paris et Granville. En 2020, la relation (prolongée jusqu'à Calais après son transfert au réseau TER Hauts-de-France) est assurée par des automotrices du même type.
- Paris-Nord – Boulogne-Ville (prolongée à Calais-Ville après son transfert au TER en 2019).

#### TER Auvergne-Rhône-Alpes

##### B 84500
12 B 84500 (4 caisses, aménagement Régional) ont été commandés par l'ancienne région Auvergne et ont été mis en service progressivement depuis le 11 décembre 2016.
Ils remplacent les dernières compositions assurées jusqu'alors par des rames réversibles régionales (RRR) + BB 67400 et les X 2100 et leurs remorques associées.
Ils circulent sur les relations suivantes :
- Clermont-Ferrand – Lyon[67] ;
- Clermont-Ferrand – Moulins – Nevers ;
- Clermont-Ferrand – Vic-le-Comte ;
- Clermont-Ferrand – Thiers ;
- Clermont-Ferrand – Gannat ;
- Clermont-Ferrand – Brioude ;
- Lyon – Paray-le-Monial – Nevers.

##### Z 31500

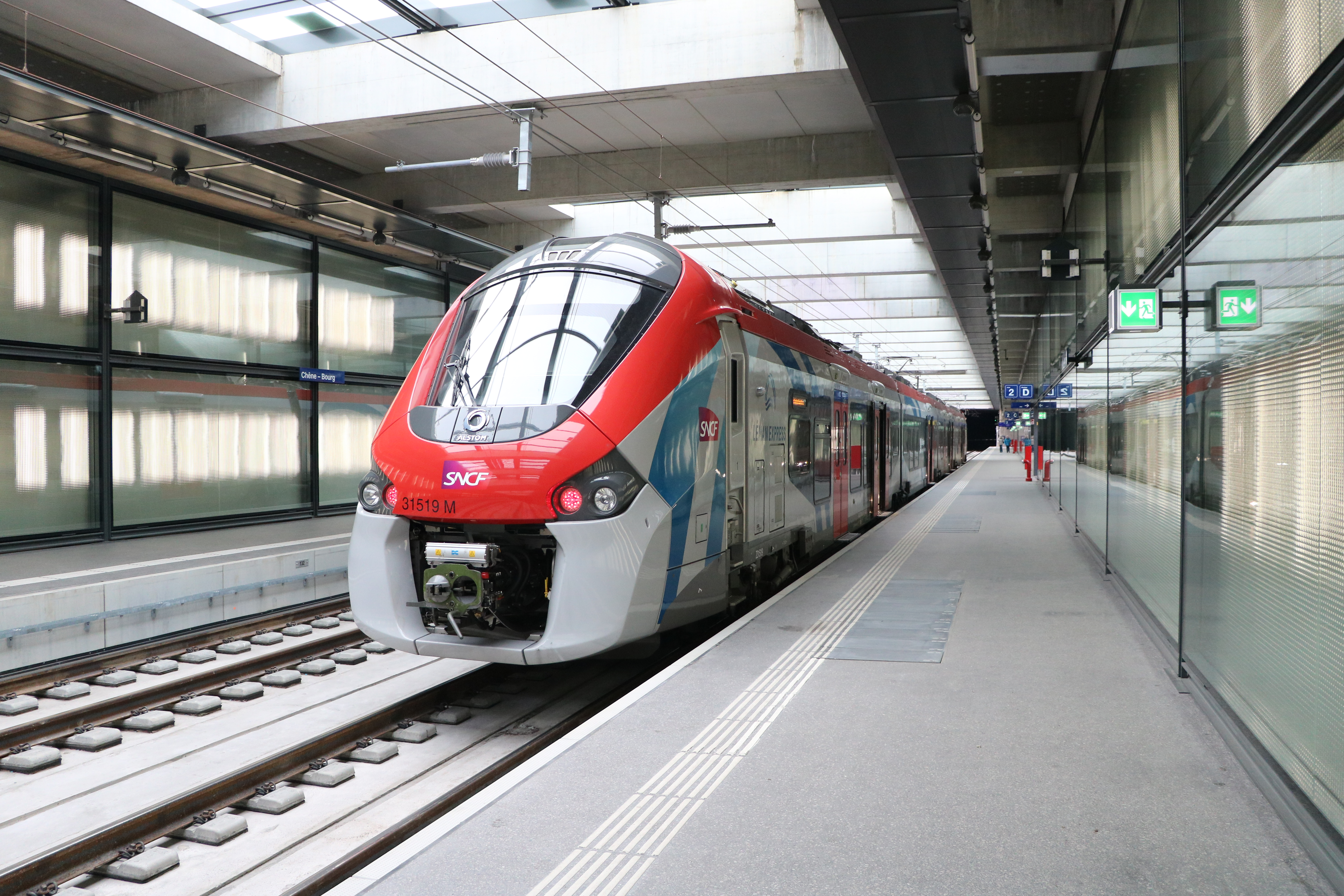
Z 31519 en livrée Léman Express, en gare de Chêne-Bourg (2020).

17 Régiolis (4 caisses, aménagement Périurbain) destinés au réseau Léman Express arborent une livrée spécifique et assurent les services suivants (les autres lignes de ce réseau sont assurées avec des Stadler FLIRT).
- L1 : Coppet – Genève – Annemasse – Thonon-les-Bains – Évian-les-Bains[68] ;
- L3 : Coppet – Genève – Annemasse – La Roche-sur-Foron – Saint-Gervais-les-Bains-Le Fayet[68] ;
- L4 : Coppet – Genève – Annemasse (en cas d'indisponibilité des RABe 522).

10 Régiolis similaires à ceux exploités pour le Léman Express ont été commandés par la région Auvergne-Rhône-Alpes pour remplacer les AGC en Haute-Savoie à partir du 27 février 2021.

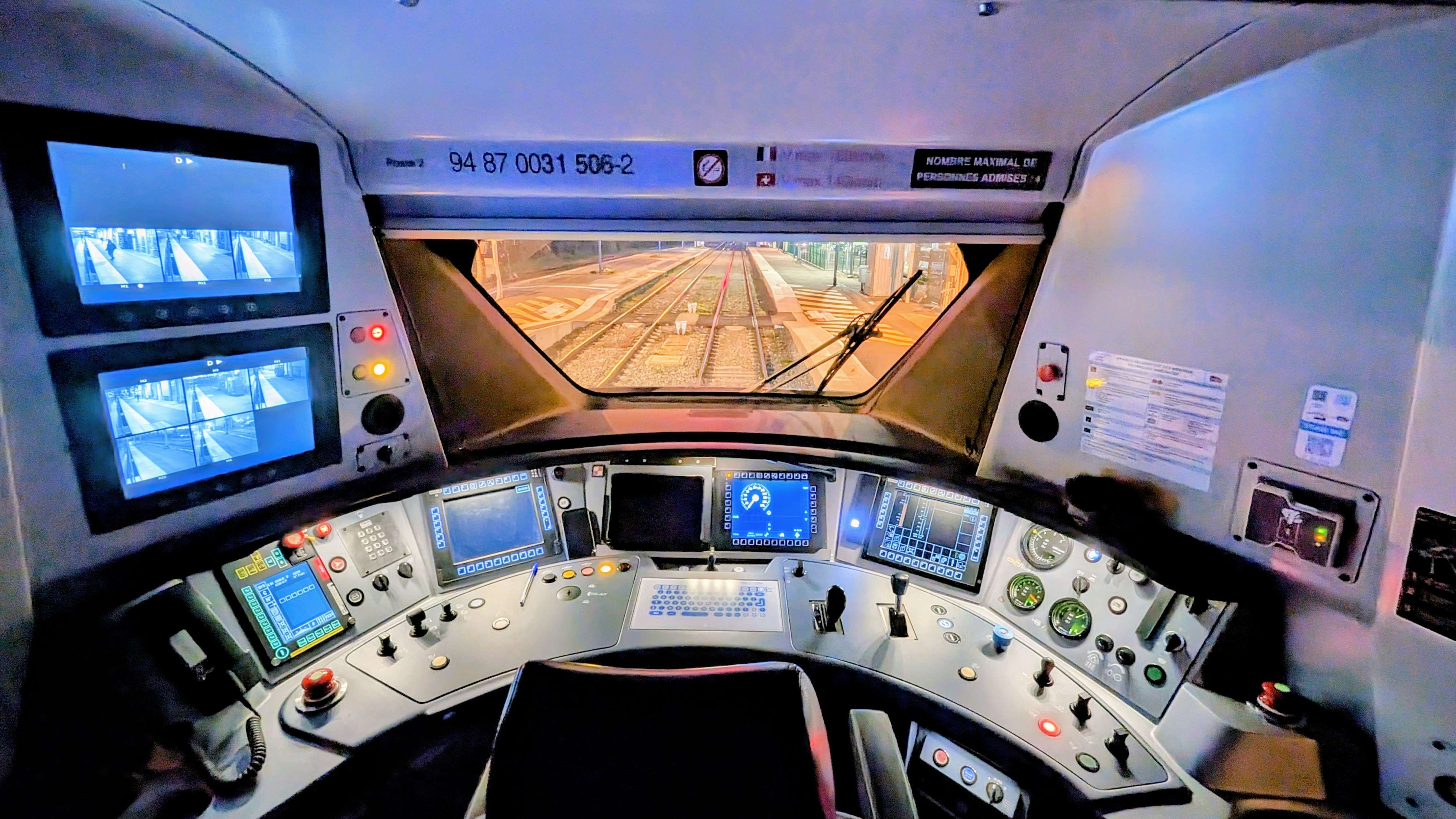
Z 31500 Cabine de conduite

Ils sont habillés soit en livrée AuRA (6 exemplaires), soit dans une livrée « Léman Express v2 » (ou LEX + TER) (4 exemplaires) et se distinguent par la présence d'une première classe au milieu de la rame. Cette commande permet d'homogénéiser le parc exploité en Haute-Savoie et qui est maintenu par le technicentre d'Annemasse.
- Annecy – Saint-Gervais-les-Bains-Le Fayet ;
- Bellegarde – Évian-les-Bains / Saint-Gervais-les-Bains-Le Fayet ;
- Lyon-Part-Dieu – Bellegarde – Saint-Gervais-les-Bains-Le Fayet (en complément des AGC les samedis de fort trafic en hiver).

#### TER Bourgogne-Franche-Comté

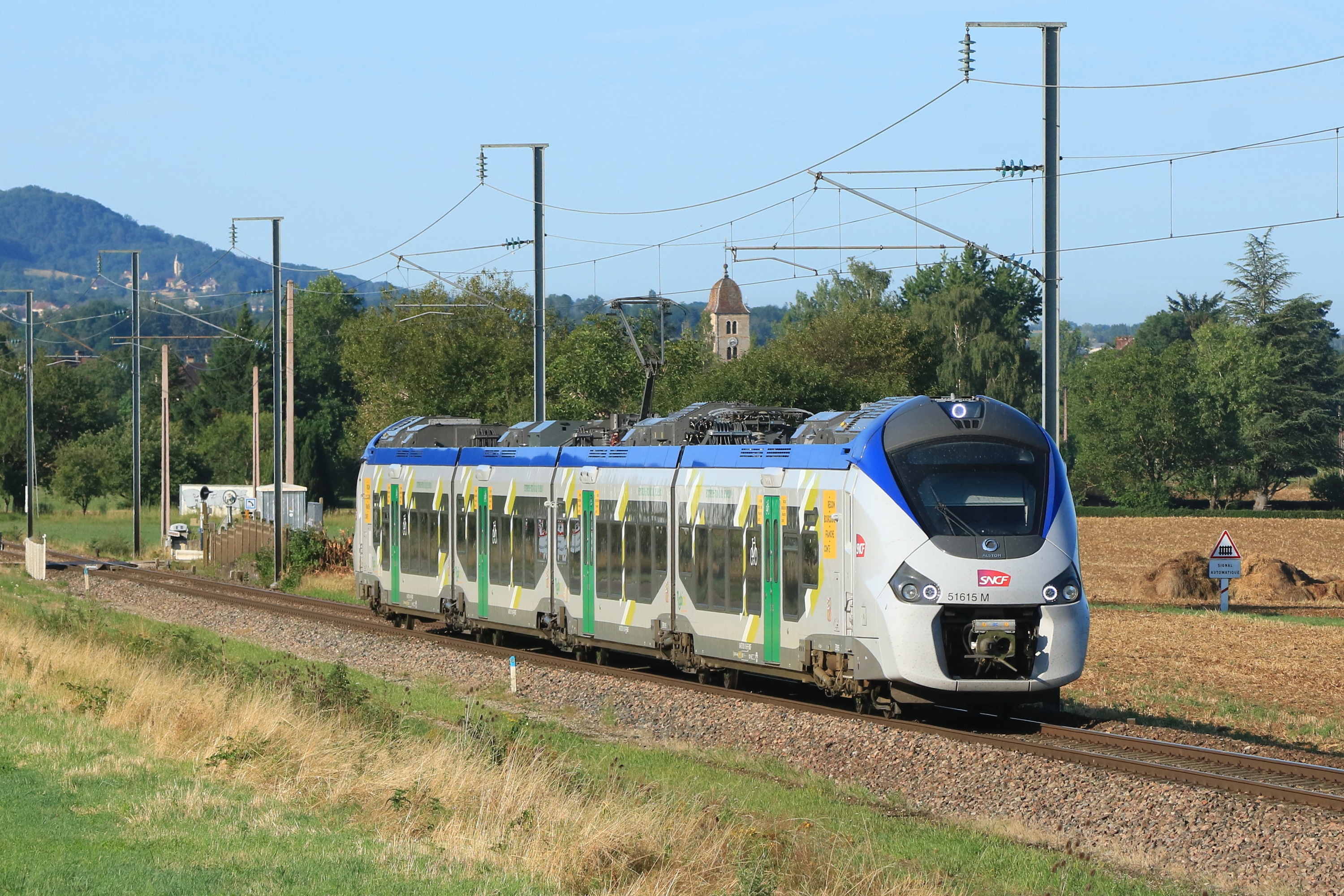
Z 51615 en livrée Bourgogne-Franche-Comté, à proximité de la gare de Lons-le-Saunier (2019).

##### Z 51500
La commande de 24 Z 51500 (4 caisses, aménagement régional) par l'ex-région Franche-Comté puis par la région Bourgogne-Franche-Comté eu pour but de remplacer les BB 25500 et RRR et les BB 22200 et les voitures Corail  associées sur les lignes suivantes :
- Dijon – Dole – Besançon ;
- Belfort – Besançon – Lons-le-Saunier – Bourg-en-Bresse – Lyon.

##### Z 54500
La région Bourgogne-Franche-Comté a commandé 24 éléments automoteurs (6 caisses, aménagement Intervilles) pour remplacer les BB 7200 et les voitures Corail associées, sur la ligne :
- Paris-Bercy – Laroche - Migennes – Dijon – Chalon-sur-Saône – Lyon.

#### TER Centre-Val de Loire

##### B 84500
3 B 84500 (4 caisses, aménagement Régional) ont été commandés par l'État pour assurer la continuité des Intercités Paris-Austerlitz – Bourges vers Montluçon. Ils assurent entre autres quelques missions sur l'étoile de Bourges.
- Bourges – Montluçon ;
- Tours – Vierzon – Bourges – Nevers ;
- Orléans – Vierzon – Bourges – Nevers.

#### TER Grand Est

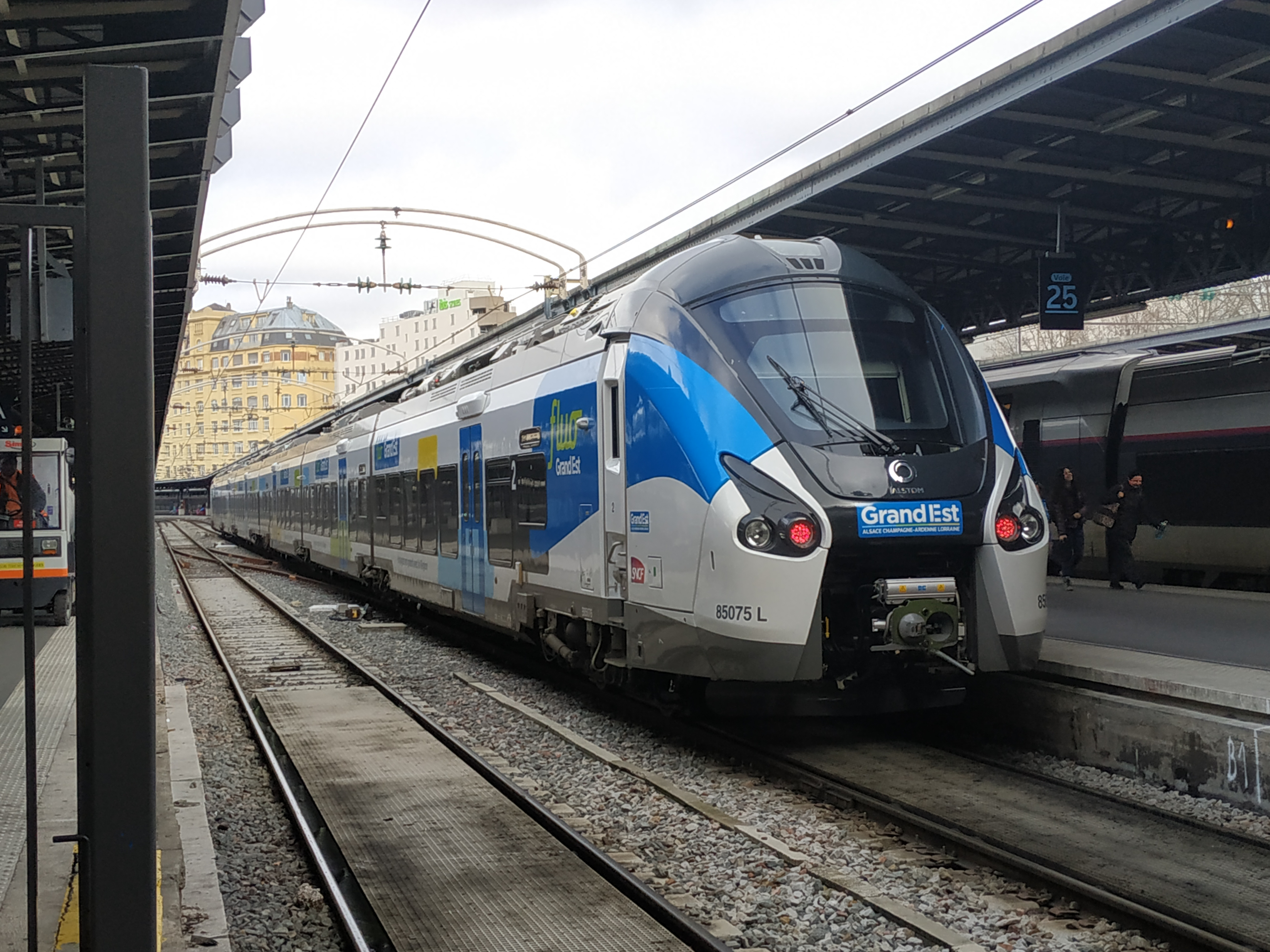
B 85075 en livrée Fluo Grand Est, en gare de Paris-Est (2020).

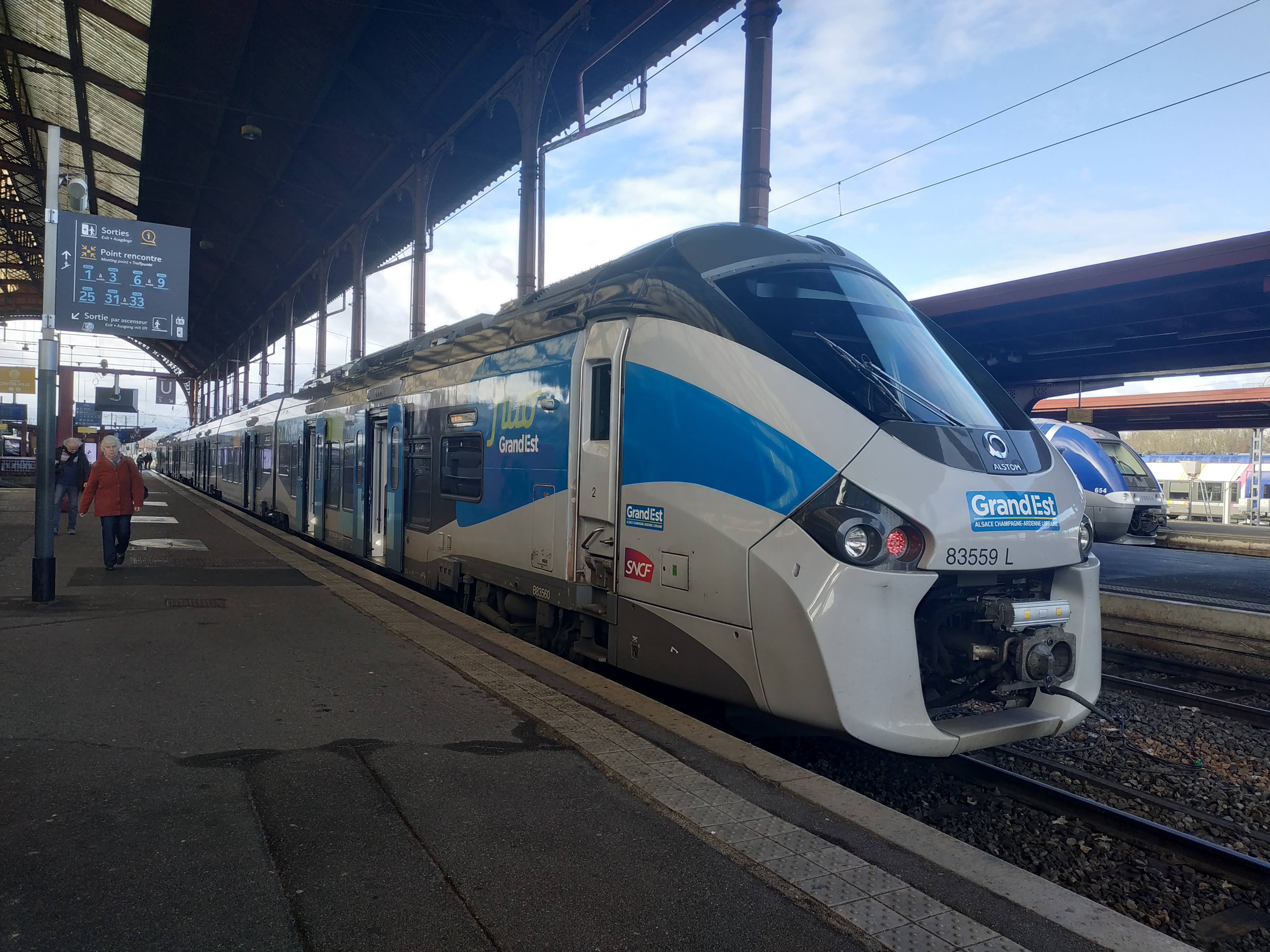
B 83559 en livrée Fluo Grand Est, en gare de Strasbourg-Ville (2020).

##### B 83500
L'ex-région Alsace a commandé 24 rames (18 éléments automoteurs 6 caisses et 6 éléments automoteurs 4 caisses en aménagement Périurbain) pour un coût total de 23 millions d'euros. 1 élément automoteur (6 caisses, aménagement Périurbain) supplémentaire a été commandée ultérieurement.
Le premier essai du Régiolis en Alsace a lieu le 10 mars 2014, au départ de Strasbourg, avec la toute première rame, la B 83553. Elles sont mises en service progressivement sur les lignes de Strasbourg – Sarreguemines (sous caténaire de Strasbourg à Mommenheim et en mode autonome de Mommenheim à Sarreguemines).
Pour permettre la circulation du Régiolis en Alsace, les quais ont dû être mis aux normes dans six gares : à Colmar, Mothern, Gertwiller, Metzeral, Herrlisheim et Mundolsheim.
Les relations suivantes sont assurées :
- Strasbourg – Molsheim – Barr – Saint-Dié-des-Vosges ;
- Strasbourg – Haguenau, puis progressivement vers Wissembourg, Niederbronn-les-Bains, Lauterbourg, Sélestat ;
- Colmar – Metzeral ;
- Strasbourg – Mulhouse[réf. nécessaire][72] ;
- Strasbourg – Sarreguemines[73] ;
- Strasbourg – Nancy / Metz ;
- Mulhouse – Kruth (occasionnellement).

##### B 84500
Les 10 B 84500 (4 caisses, aménagement Régional) de l'ex-région Lorraine ont eu pour premier rôle de remplacer les derniers X 4750 encore en service en Lorraine. En effet, ces éléments étaient toujours en service au milieu des années 2010, bien que particulièrement vétustes (non rénovés Métrolor).
Ils assurent les liaisons suivantes :
- Épinal – Saint-Dié-des-Vosges[74] ;
- Nancy – Pont-Saint-Vincent (– Contrexéville – Culmont - Chalindrey) ;
- Nancy – Épinal – Remiremont ;
- Nancy – Lunéville – Saint-Dié-des-Vosges[75].

##### B 85000
Les B 85000 (6 caisses, aménagement Intercités) assurent les trains ex-Intercités devenus des TER Grand Est sur les relations suivantes :
- Paris-Est – Troyes – Belfort – Mulhouse ;
- Paris-Est – Châlons-en-Champagne (TER Vallée de la Marne) en heures creuses ;
- Paris-Est – Troyes – Vittel - le week-end ;

##### B 85500
Les B 85500 (4 caisses, aménagement Régional) renforcent depuis fin 2024 les trains des étoiles de Strasbourg, Mulhouse, Metz et Sarreguemines en attendant leur entrée en service sur les liaisons transfrontalières entre la région Grand Est et les Land de Bade-Wurtemberg, Rhénanie-Palatinat et Sarre prévue fin 2025. Ils assurent entre temps les liaisons suivantes:
- Strasbourg – Molsheim – Sélestat – Saint-Dié-des-Vosges - Épinal
- Strasbourg – Wissembourg / Niederbronn-les-Bains
- Strasbourg -  Lauterbourg
- Strasbourg – Mulhouse
- Krimmeri-Meinau – Sarreguemines
- Strasbourg – Nancy / Metz (occasionnellement)
- Saverne - Sélestat (occasionnellement)
- Mulhouse – Kruth (occasionnellement)

#### TER Hauts-de-France

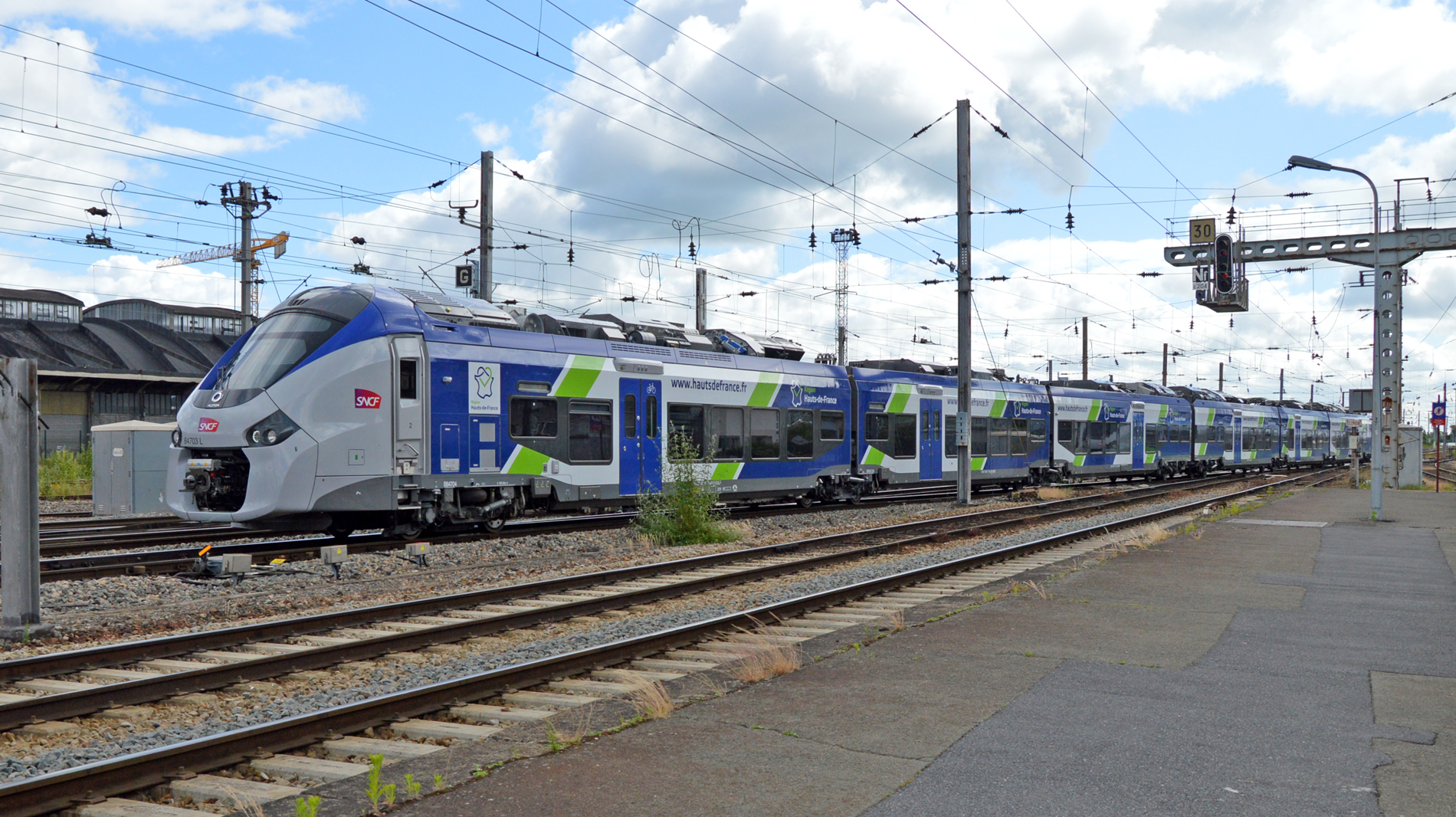
Rame Régiolis B 84703/704 L version 6 caisses destinée à remplacer les rames Corail ex-Intercités, arrivant à Amiens le 8 juillet 2019.

Les Régiolis de l'ancienne région Picardie remplaceront les rames Corail TER associée à des BB 67400 sur l'axe Paris-Nord – Crépy-en-Valois – Laon. Ils remplaceront également les RRR, essentiellement sur les axes :
- Amiens – Laon ;
- Paris-Nord – Amiens – Boulogne-Ville – Calais-Ville ;
- Paris-Nord – Laon ;
- Amiens – Paris-Nord ;
- Amiens – Lille-Flandres ;
- Amiens – Calais-Ville ;
- Crépy-en-Valois – Laon ;
- Paris-Nord – Compiègne (occasionnellement).

#### TER Normandie
15 rames B 84500, commandées par l'ancienne région Basse-Normandie, ont été livrées entre 2014 et 2016, pour la ligne Paris-Montparnasse / Vaugirard – Granville (ligne Intercités jusqu'au 31 décembre 2019). Depuis l'été 2020, ces éléments automoteurs opèrent également sur la desserte estivale Paris – Pontorson - Mont-Saint-Michel.

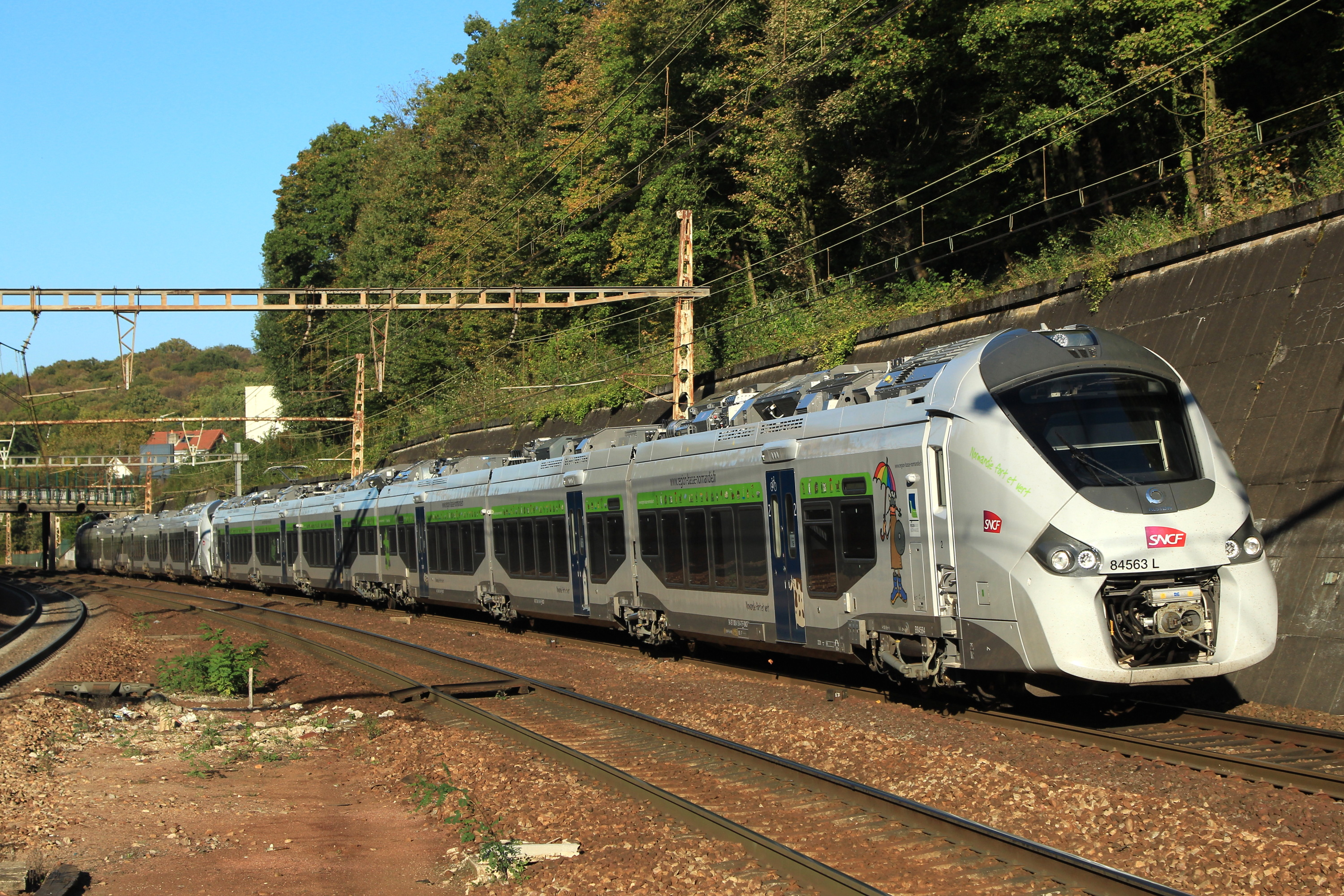
B 84563 en livrée Basse-Normandie, traversant la gare de Chaville-Rive-Gauche (2014).

À cette version « intervilles », s'ajoutent 10 rames B 85900, commandées par l'ancienne région Haute-Normandie, en version régionale. Ces rames ont été livrées entre 2015 et 2016, sur les dessertes suivantes :
- Rouen – Dieppe ;
- Rouen – Caen ;
- Paris – Rouen – Dieppe (liaison hebdomadaire).

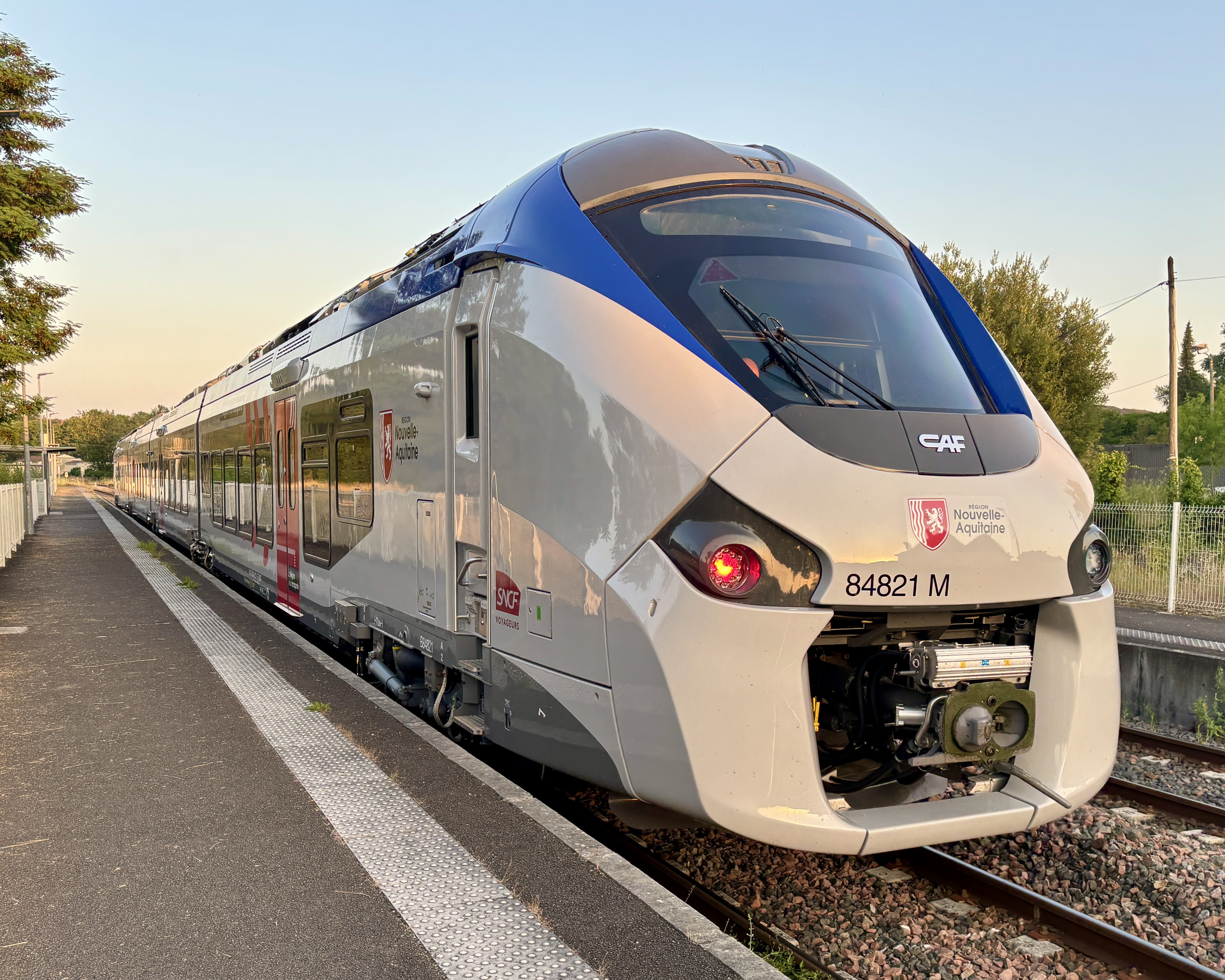
Rame B84821 quittant la gare de Châteauneuf-sur-Charente.

#### TER Nouvelle-Aquitaine
L'ex-région Aquitaine devait être la première région à mettre en service commercial le Régiolis, prévu en mars 2013 au moment de la commande en février 2011. Après un premier report à juillet 2013 annoncé à la fin de 2012, puis un second à février ou mars 2014 annoncé en 2013, c'est finalement le 4 juillet 2013 que la première présentation a lieu et le 22 avril 2014 qu'il est mis en service. Le Régiolis est destiné aux lignes suivantes :
- Bordeaux – Agen ;
- Bordeaux – Sarlat ;
- Bordeaux – Langon[78] ;
- Bordeaux – Hendaye ;
- Bordeaux – La Pointe-de-Grave (ligne du Médoc) ;
- Bordeaux – Pau ;
- Bordeaux – Coutras ;
- Tarbes – Hendaye ;
- La Rochelle – Poitiers ;
- La Rochelle – Bordeaux[81] ;
- Bordeaux – Limoges – Montluçon ;
- Bordeaux – Ussel.
- Angoulême - Saintes - Royan

#### TER Occitanie
Seule l'ancienne région Midi-Pyrénées a passé commande de rames Régiolis, qui desservent donc principalement son territoire
- Toulouse – Agen ;
- Toulouse – Albi ;
- Toulouse – Carmaux ;
- Toulouse – Rodez ;
- Toulouse – Mazamet ;

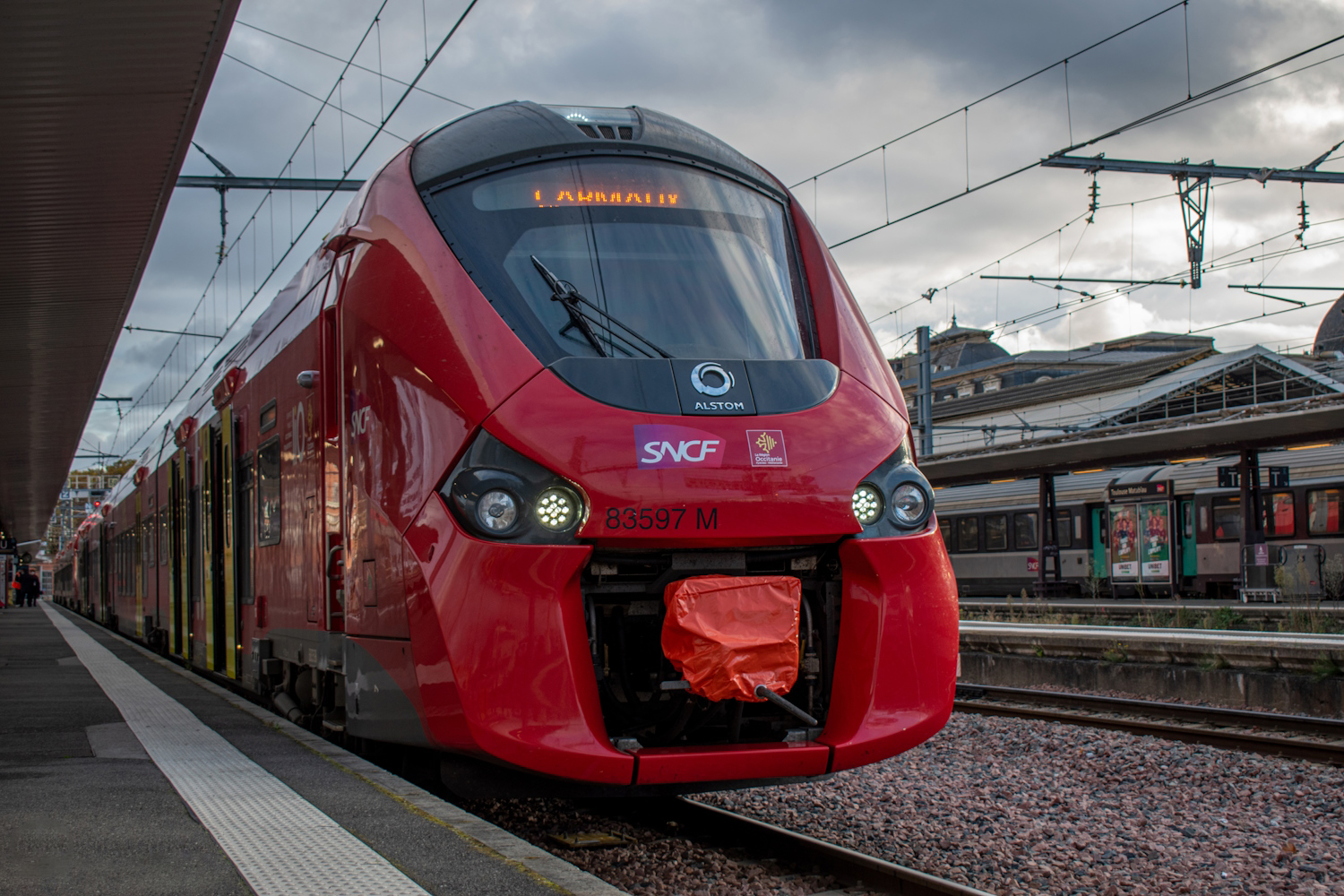
Régiolis B 83593, en gare de Toulouse-Matabiau.

- Toulouse – Latour-de-Carol - Enveitg ;

- Toulouse – Pau ;
- Toulouse – Auch ;
- Toulouse – Avignon-Centre ;
- Toulouse – Brive-la-Gaillarde ;
- Toulouse – Saint-Sulpice ;
- Toulouse – Montréjeau ;
- Toulouse – Narbonne ;

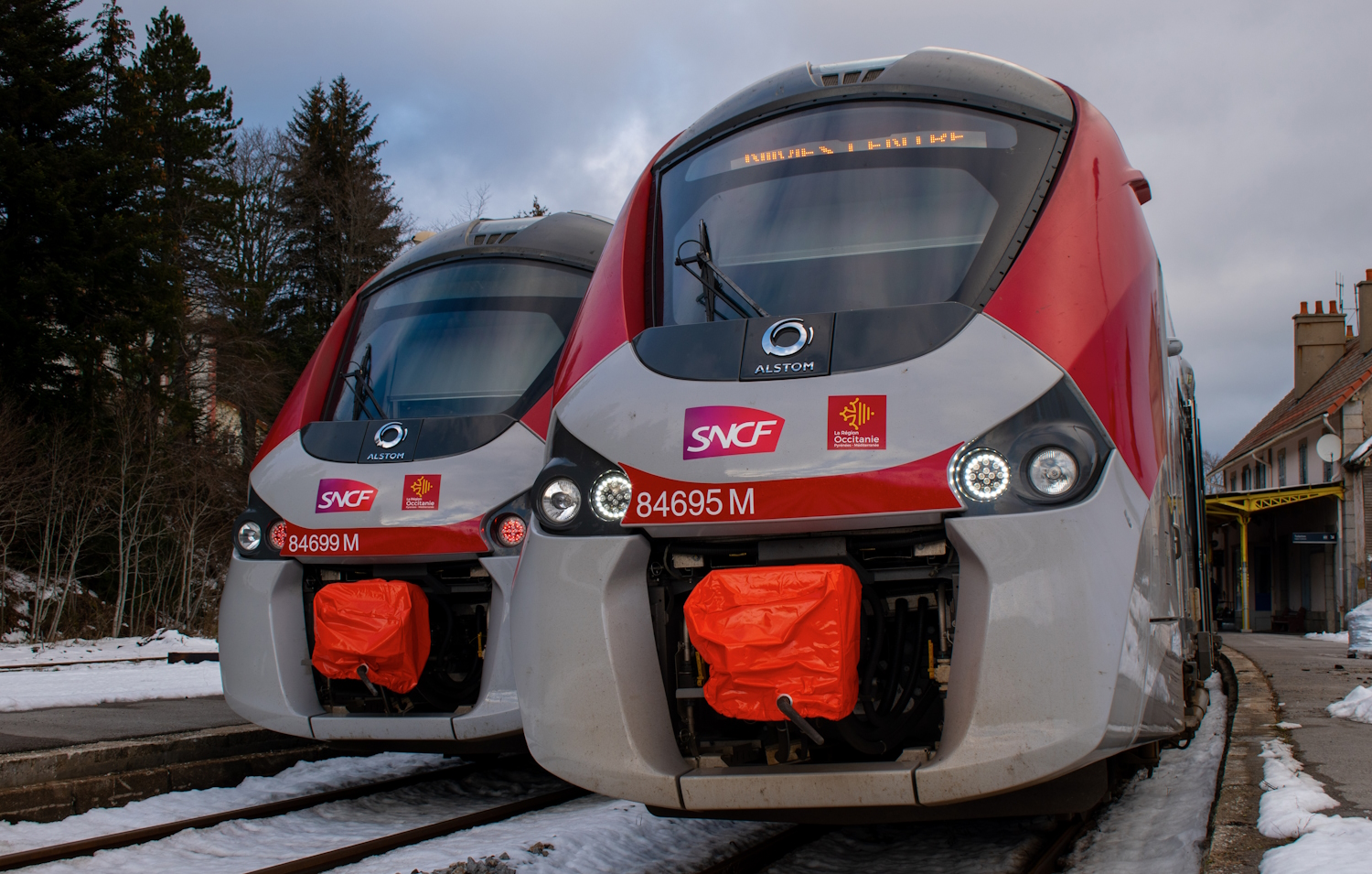
Régiolis Cévenol B 84695 et B 84699, en gare de La Bastide - Saint-Laurent-les-Bains.

- Clermont-Ferrand – Nîmes (train « Le Cévenol »)[44].

#### TER Pays de la Loire

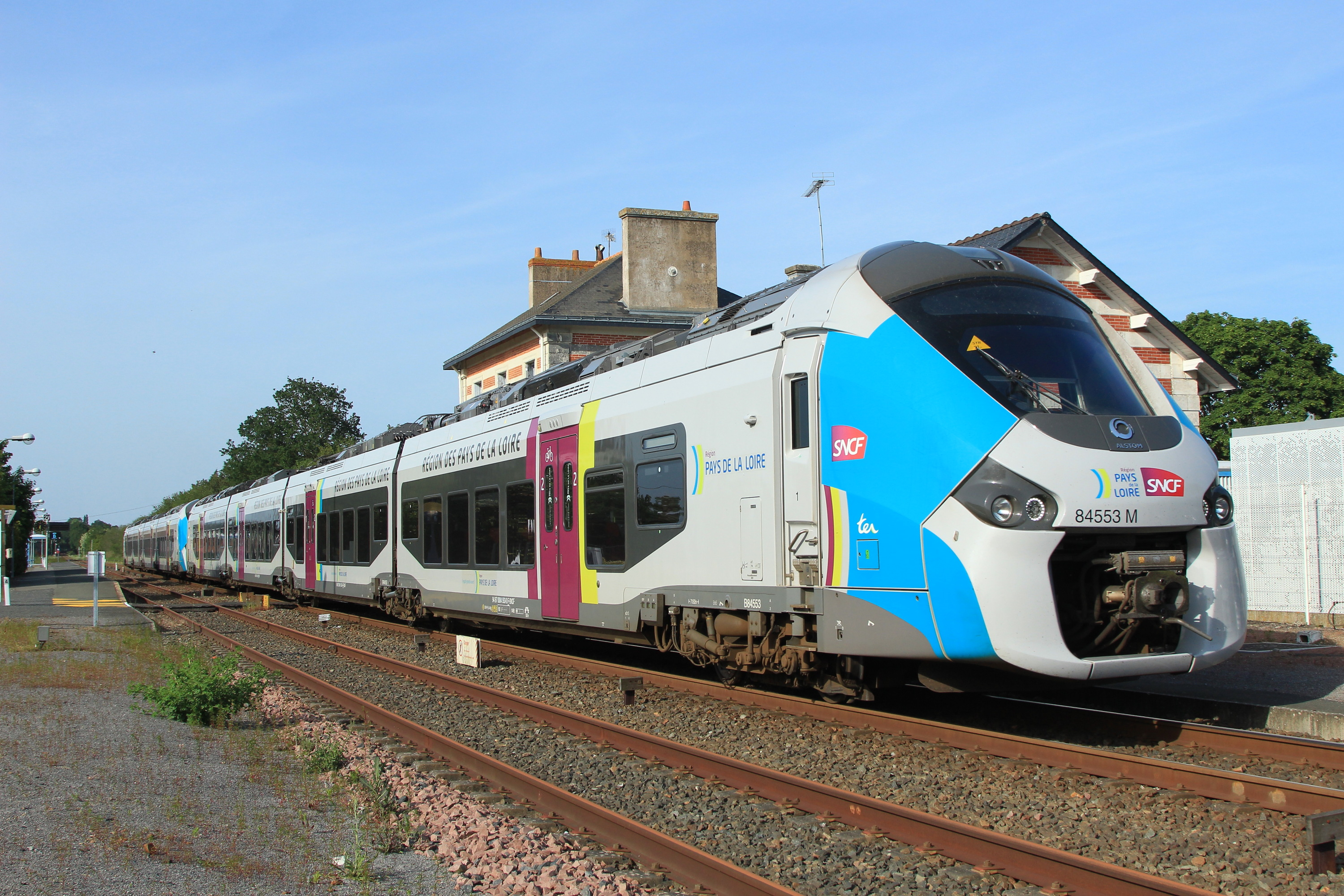
Deux Régiolis bi-mode, en gare de Chemillé.

Les deux premières rames ont été livrées le 18 novembre 2014, pour une mise en service en février 2015 sur les lignes :
- Nantes – Angers ;
- Nantes – Cholet ;
- Cholet – Angers ;
- Cholet – Saumur ;
- Saumur – Angers ;
- Nantes – La Roche-sur-Yon – Les Sables-d'Olonne[réf. souhaitée] ;
- Les Sables-d'Olonne – Saumur (train des plages)[réf. nécessaire] ;
- Nantes – La Rochelle[82] ;
- Nantes – Saint-Gilles-Croix-de-Vie ;
- Nantes – Pornic ;
- Angers – Le Mans (occasionnellement) ;
- Le Mans – Angers (occasionnellement).

#### TER Provence-Alpes-Côte d'Azur
- Avignon-TGV – Avignon-Centre (liaison entre les gares d'Avignon) – Carpentras (réouverture de la ligne de Sorgues à Carpentras) ;
- Marseille – Arles – Avignon-Centre ;
- Toulon – Marseille ;
- Marseille – Miramas via Port-de-Bouc.

#### CDG Express
La région Île-de-France n'a pas effectué de commandes de rames Régiolis. Toutefois, une liaison, située uniquement dans cette région, exploitera d'ici 2027 - 13 rames, aménagées spécialement pour les liaisons aéroportuaires. Ces rames seront exploitées sur la desserte du Charles de Gaulle Express, nouvelle ligne reliant directement la gare de Paris-Est au terminal 2 de l'aéroport Charles-de-Gaulle. Ces rames seront exploitées par une nouvelle société, réunissant Keolis (filiale de la SNCF) et la RATP.

### Algérie

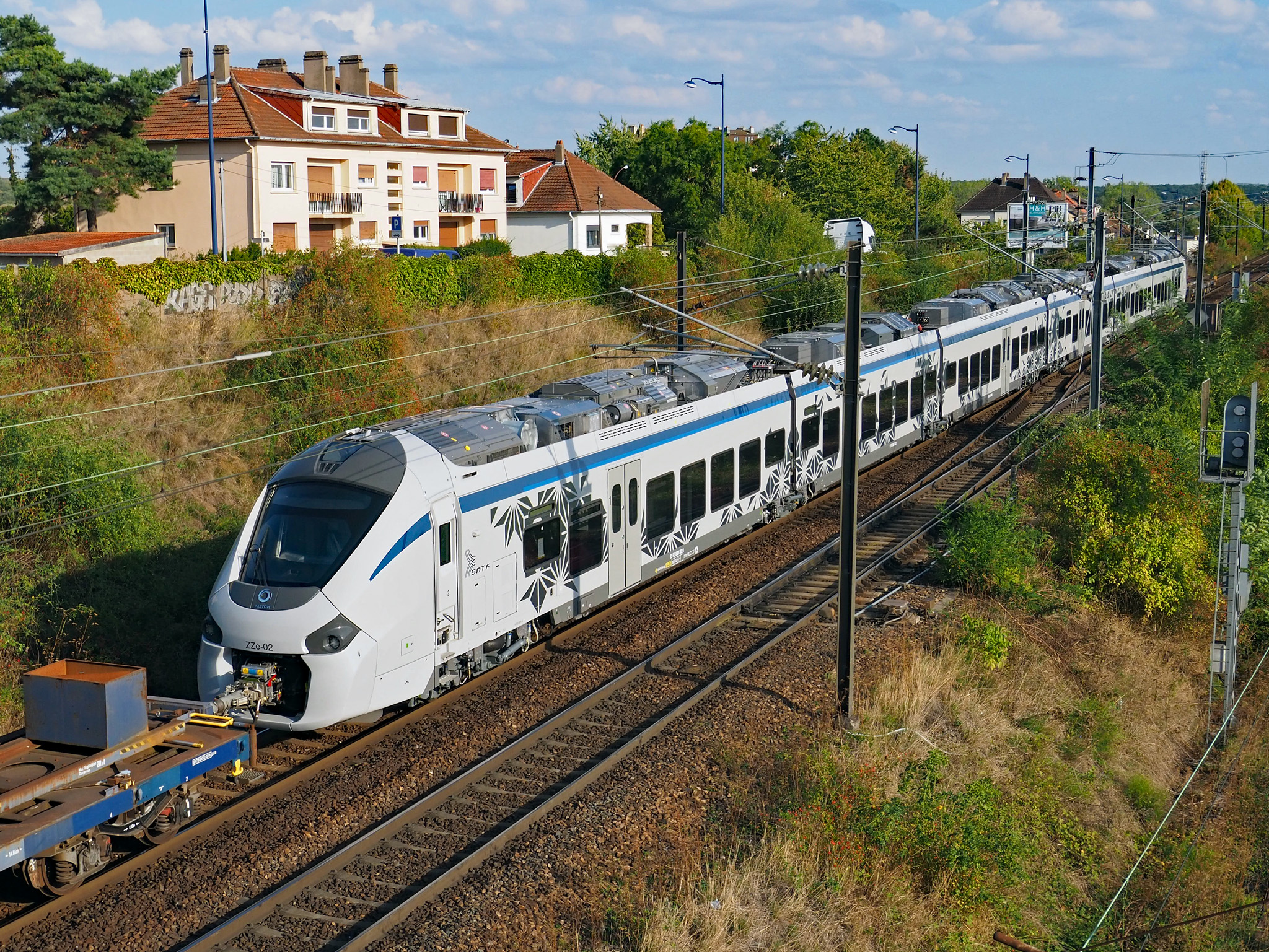
Rame algérienne remorquée en transfert à Metz.

Dix-sept rames ont été commandées en 2015 par la SNTF, à l'issue d'un appel d'offres. Les rames sont mises en service sur les lignes Alger – Oran, Batna – Alger, Oran – Béchar et Annaba – Tebessa. La pénétrante Boughezoul - Laghouat mise en service en octobre 2023 est également exploitée par des Alstom Regiolis. Les rames sont constituées de six éléments et aptes à rouler à 160 km/h, mais la vitesse est limitée à cause de l'état de la voie ferrée.

### Sénégal
Services assurés :

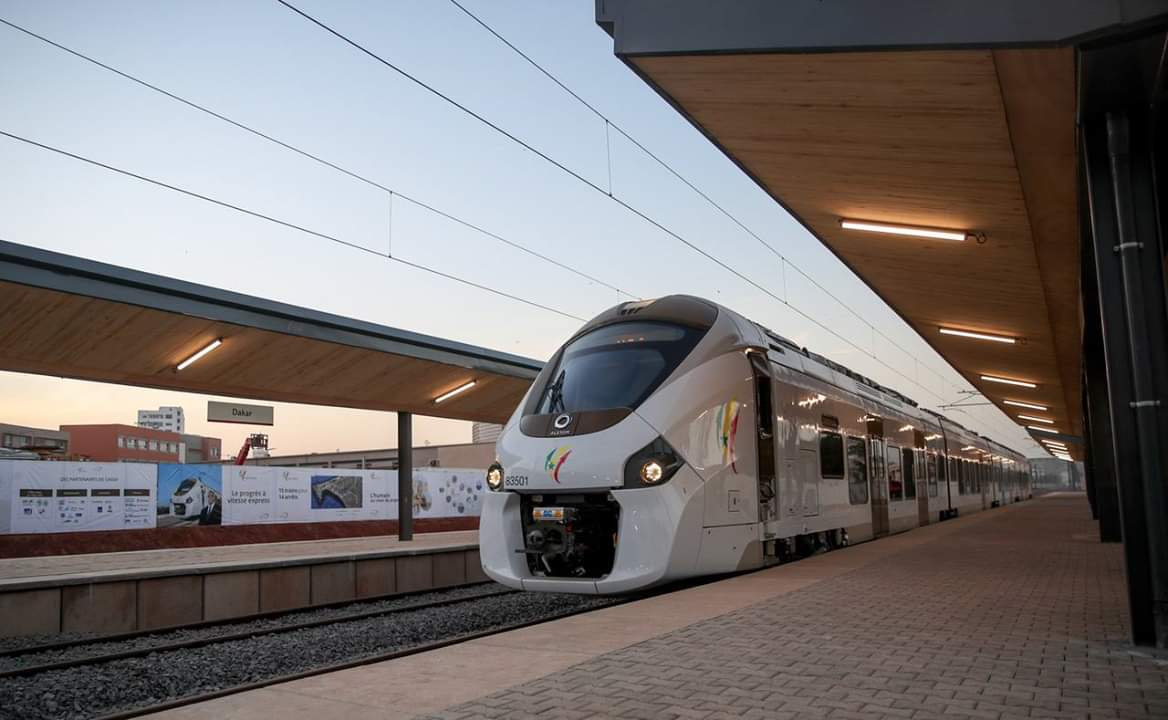
Rame sénégalaise en gare de Dakar, en 2019.

Dakar – Rufisque – Diamniadio vers une future extension vers l'aéroport AIBD et puis vers Mbour vers 2025 au plus tôt.
Quinze rames, « proches des Régiolis […] mais adaptées aux conditions climatiques et aux missions de type périurbain » ont été livrées.
Sept rames supplémentaires seront livrées à la suite de la phase 2 du projet qui comprend la section entre Diamniadio et l'aéroport international Blaise-Diagne.
Depuis la fin de l'année 2021, la ligne relie Dakar à la ville de Diamniadio, située à 36 kilomètres.